# Borna
Borna ist eine Große Kreisstadt in Sachsen, etwa 30 km südlich von Leipzig. Die Stadt ist der Verwaltungssitz des Landkreises Leipzig.

## Geographie

### Geographische Lage

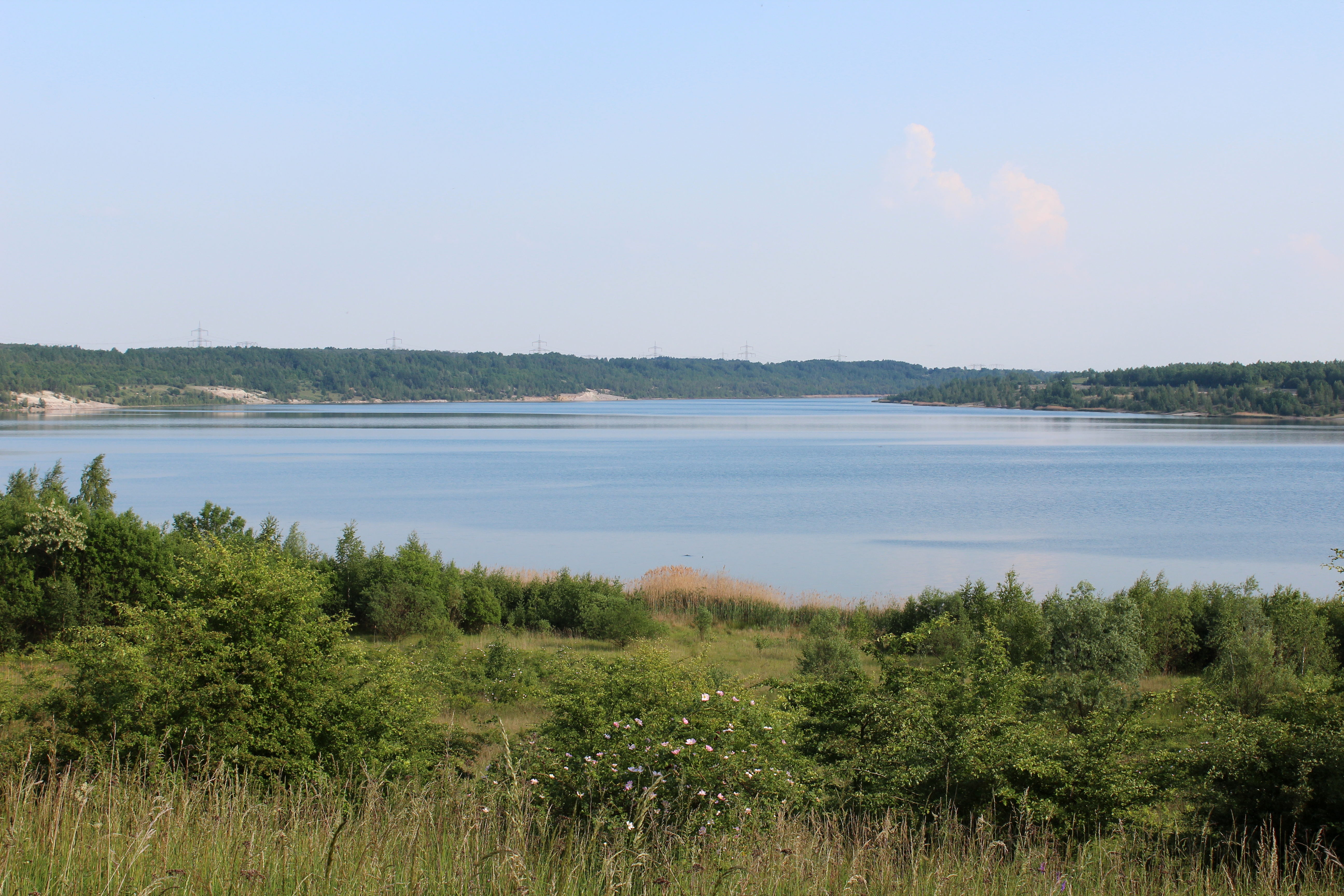
Der Bockwitzer See, einer der Borna umgebenden, in Tagebaurestlöchern entstandenen Seen

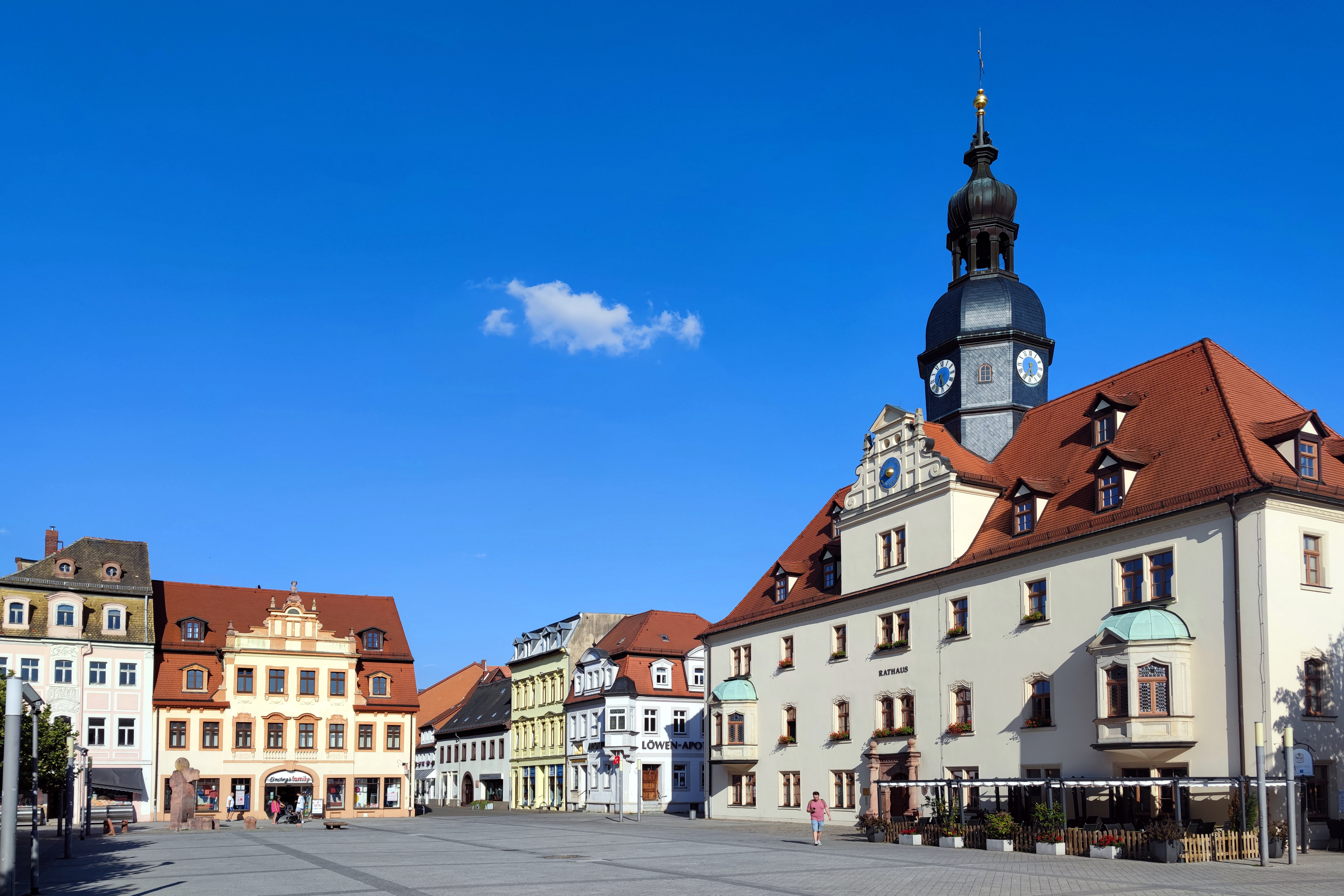
Marktplatz von Borna mit Rathaus

Borna liegt im südlichen Teil der Leipziger Tieflandsbucht, im Naturraum Bergbaurevier Südraum Leipzig. Durch die Stadt fließt der kleine Fluss Wyhra, der sich zuvor durch das Landschaftsschutzgebiet Wyhraaue schlängelt. In der heutigen Umgebung von Borna entstanden im Tertiär umfangreiche Braunkohlevorkommen, deren Förderung im Tagebau in den vergangenen 100 Jahren das Landschaftsbild wesentlich geprägt hat. So sind Berge aus den Abraumhalden der Tagebauaufschlüsse entstanden, und aus den Tagebaurestlöchern wurde durch Flutung das Leipziger Neuseenland.
Südöstlich von Borna befindet sich das Kohrener Land. Die Stadt liegt inmitten der Metropolregion Mitteldeutschland, so ist Leipzig 33 km, Gera 50 km, Chemnitz 58 km, Halle 67 km, und Dresden 113 km entfernt. Benachbarte größere Städte sind Altenburg in 17 km, Grimma in 24 km und Zeitz in 35 km Entfernung.

### Nachbargemeinden
Folgende Städte und Gemeinden grenzen an die Stadt Borna an:
| Neukieritzsch, OT Lobstädt 4 km | Rötha, OT Espenhain 8 km                    | Kitzscher 8 km             |
| Neukieritzsch, OT Deutzen 6 km  | Kompassrose, die auf Nachbargemeinden zeigt | Frohburg, OT Flößberg 9 km |
| Regis-Breitingen 9 km           | Haselbach, Treben, Fockendorf 9 km          | Frohburg 10 km             |

## Stadtgliederung
Die Stadt Borna gliedert sich neben dem Stadtgebiet mit den vor 1990 eingemeindeten Ortsteilen in die Ortschaft Eula im Norden und Wyhratal im Süden. Beide Ortschaften besitzen einen eigenen Ortschaftsrat.

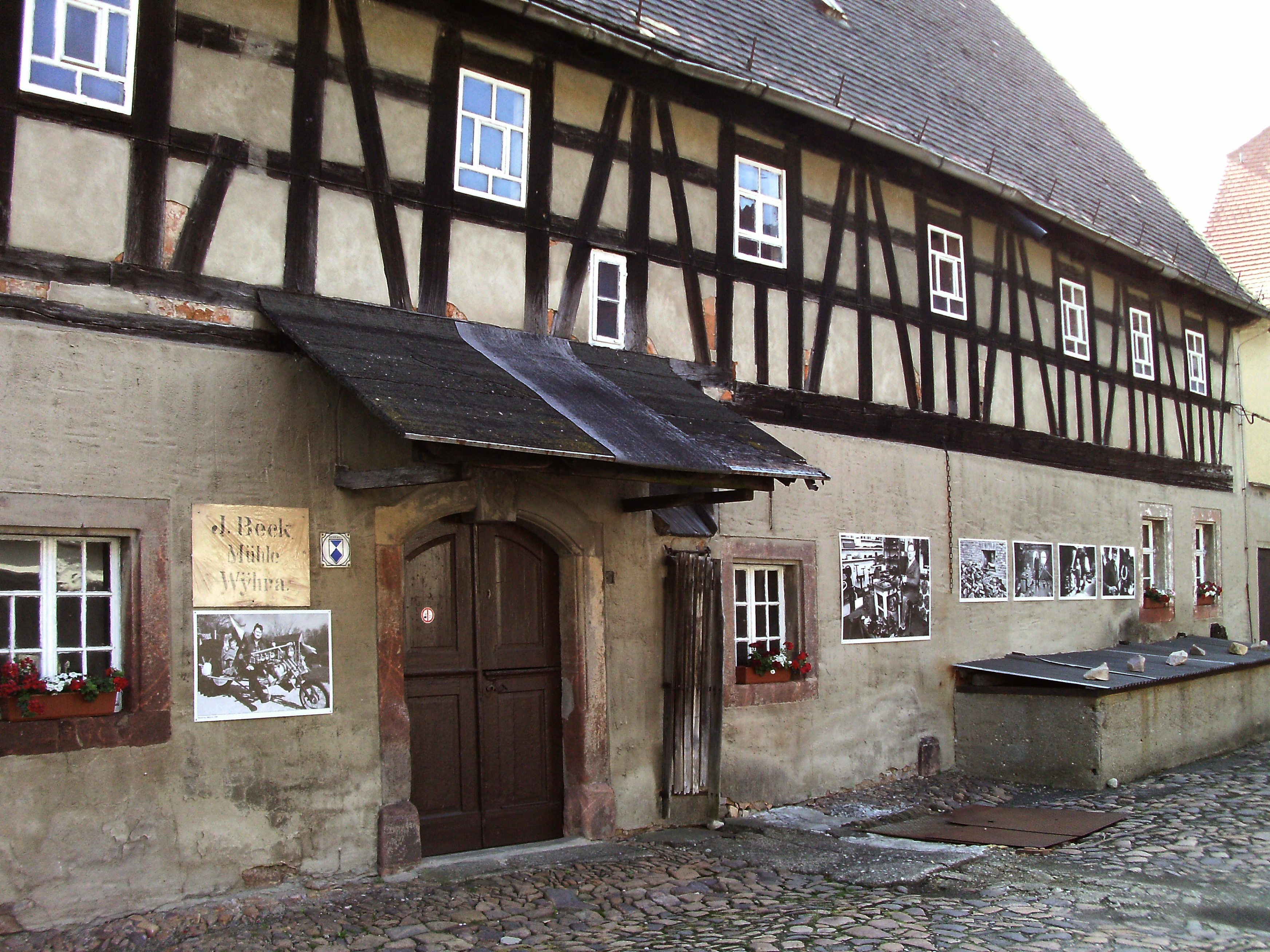
Wassermühle im Ortsteil Wyhra

| Ortschaften | Ortsteile |
| ----------- | --- |
| Borna       | Borna, Altstadt Borna mit Wenigenborna, Gnandorf, Haulwitz (historisch), Fluren der Orte Görnitz, Hartmannsdorf, Witznitz und des Guts Bockwitz |
| Eula        | Eula, Gestewitz, Haubitz, Kesselshain |
| Wyhratal    | Neukirchen-Wyhra (mit Neukirchen und Wyhra), Thräna mit Flur von Blumroda, Zedtlitz (mit Plateka und Raupenhain)                                |

## Geschichte

### Stadtgeschichte

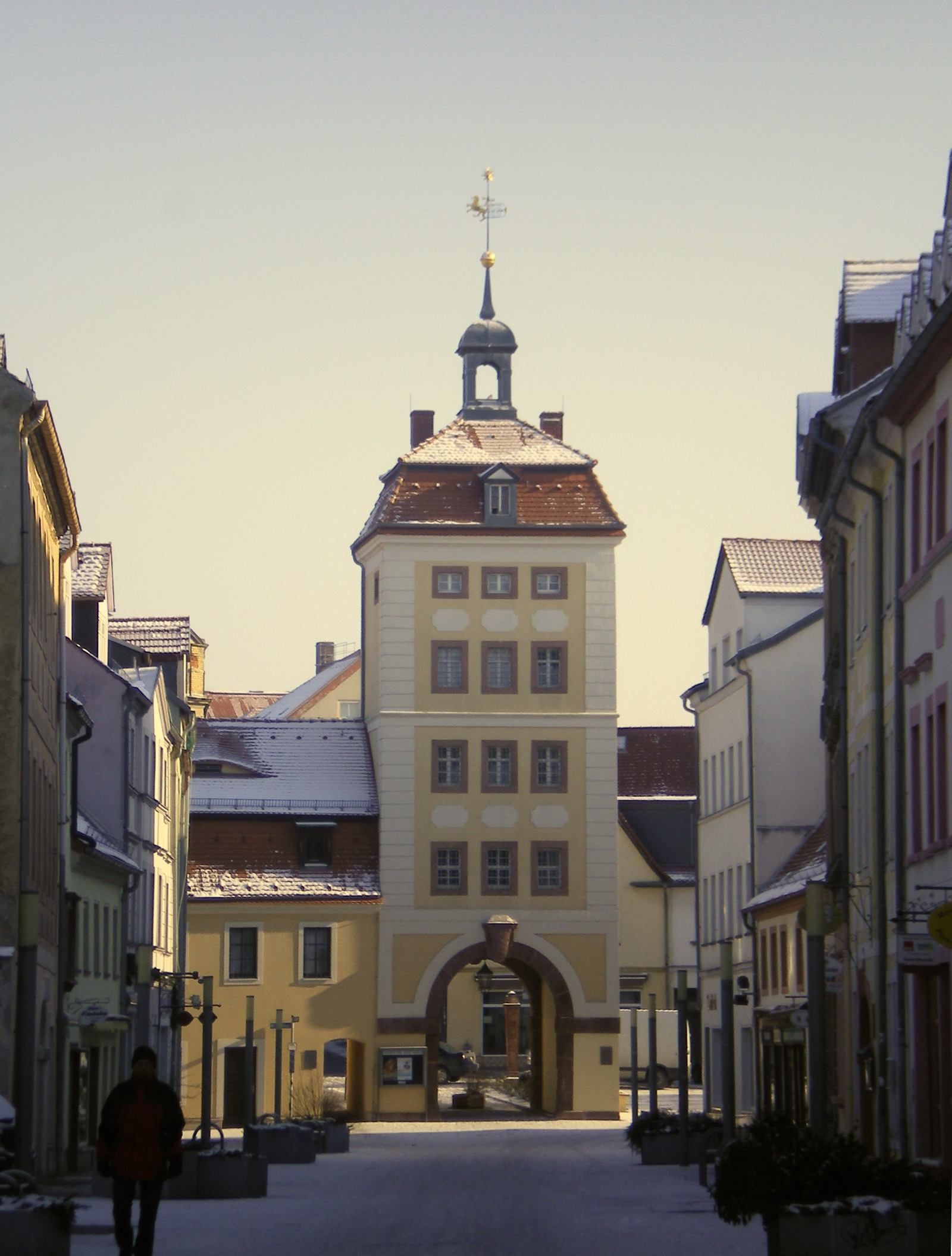
Das Reichstor

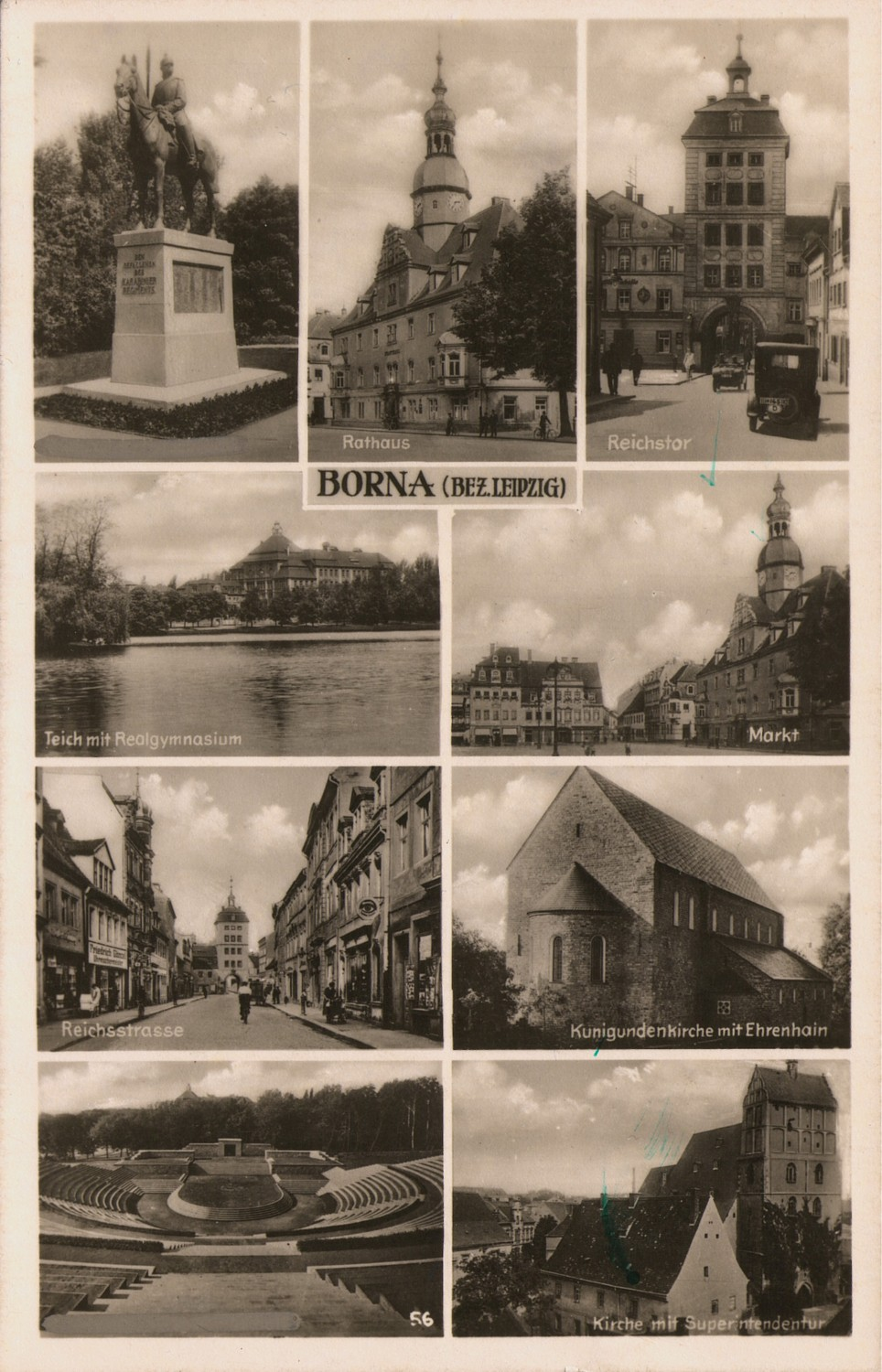
Historische Ansichtskarte von Borna

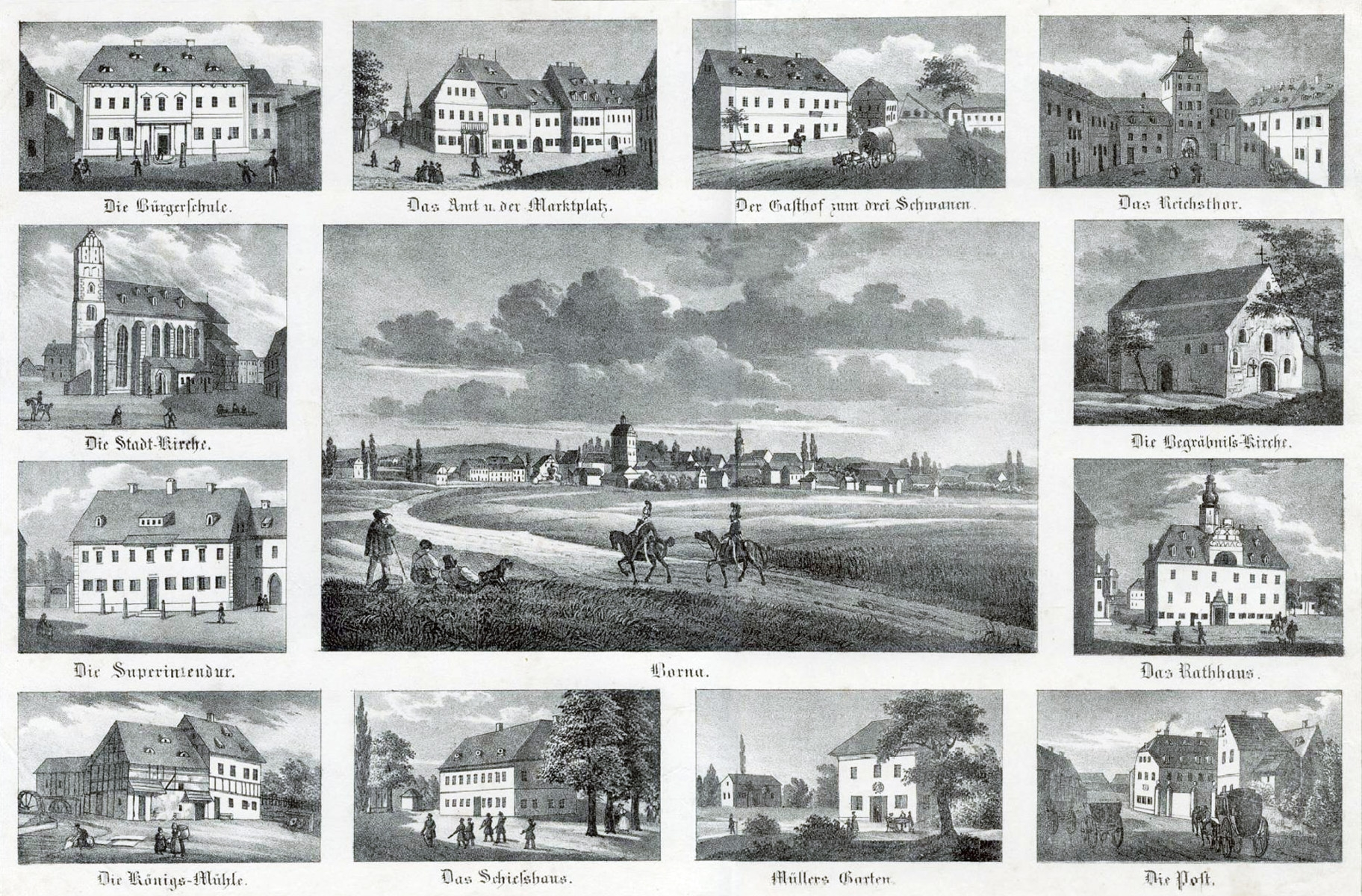
Borna und seine Hauptgebäude um 1840

Auf dem heutigen Stadtgebiet Bornas gab es zuerst die zwei Siedlungen Altstadt Borna und Wenigenborn(a) mit einem bis 1307 existierenden Augustiner-Chorherrenstift. Vor der Stadtgründung gab es auf dem Gebiet der Stadt ab dem 9. Jahrhundert die Wasserburg Borna. In deren Schutze entwickelte sich im 11. Jahrhundert eine frühstädtische Anlage um den heutigen Königsplatz als Markt. Die ersten Erwähnungen der planmäßig angelegten Marktniederlassung Borna westlich des Dorfs Altstadt Borna erfolgten 1200 in einer Urkunde des Markgrafen Dietrich und 1228 in einer Urkunde seines Sohnes Heinrichs des Erlauchten. Eine erste urkundliche Erwähnung von Borna als Stadt gab es im Jahr 1251.
In den Kriegen des Mittelalters wurde Borna jedes Mal schwer zerstört und brannte fünfmal nieder. Durch den Ort führten wichtige Heeres- und Salzstraßen (B 93 und ehemalige B 95). Im 12. Jahrhundert gab es bei der Altstadt eine Kaufmannssiedlung, zu der auch die Kunigundenkirche gehörte. Diese Kirche zählt zu den am besten erhaltenen romanischen Backsteinbauten des 12. Jahrhunderts in Mitteldeutschland. Im 14. Jahrhundert wurden das Rathaus, die Stadtkirche St. Marien und die Stadtmauer mit ihren vier Toren errichtet. Von den Toren (Reichstor, Pegauer Tor, Roßmarktsches Tor, Altenburger Tor) blieb allein das Reichstor erhalten, in dem sich das städtische Museum befindet. Wirtschaftlich dominierte immer die Landwirtschaft, besonders der Anbau von Zwiebeln, was der Stadt den Spitznamen „Zwibbel-Borne“ einbrachte.
Die Schriftsässigkeit erhielt die Stadt Borna mit einem Lehnsbrief von 1494 verliehen. Bereits 1464 erhielt die Stadt Borna die niedere und 1482 die hohe Gerichtsbarkeit auf Widerruf. Die Grundherrschaft lag beim Rat der Stadt Borna. Nach der Einführung der Städteordnung im Jahr 1832 gehörten zum Stadtbezirk Borna die Stadt mit ihren Vorstädten, das Rittergut Bockwitz und das Vorwerk Haulwitz. Die Gerichtsbarkeit der Stadt ging 1854 an das Königlich-sächsische Amtsgericht Borna über. Berühmte Gäste der Stadt waren 1522 Martin Luther sowie 1813 Zar Alexander I. und Napoleon Bonaparte.
1849 wurde in Borna das 3. schwere Reiter-Regiment der sächsischen Armee stationiert, das 1876 in „Carabinier-Regiment“ umbenannt wurde. Wegen seiner blauen Uniform wurde der Verband auch „Blaue Reiter“ genannt. Zwischen 1893 und 1901 wurde die Kaserne in der heutigen Stauffenbergstraße erbaut, die 1914 den Namen König-Albert-Kaserne erhielt. 1919 wurde das Regiment aufgelöst.  Neben dem Rathaus existiert noch die Alte Wache, die den Soldaten als Wachlokal diente. Nach der Stadt ist ein Pferdevirus benannt, das Borna Disease Virus 1 (BoDV-1) (Virus der Borna-Krankheit), weil die von ihm hervorgerufene Krankheit erstmals 1885 bei Kavalleriepferden der Stadt beschrieben wurde. 1908 fand man in der Nähe der Stadt ein sehr gut erhaltenes Mammutskelett, das daraufhin Bornaer Mammut genannt und im Museum für Völkerkunde zu Leipzig ausgestellt wurde, bis es im Dezember 1943 infolge eines Bombenangriffs fast vollständig verbrannte.
Mit dem Beginn des Braunkohlenabbaus um 1800 begann die Industrialisierung der Stadt. Dabei dominierte bis in die jüngste Vergangenheit die Braunkohleindustrie. Im 19. Jahrhundert entstanden aber auch andere Industriezweige wie der Musikinstrumentenbau mit der Pianofortefabrik Heyl, der Harmoniumfabrik Lindholm und der Werkstatt des Orgelbauers Urban Kreutzbach. Am 14. Januar 1867 wurde Borna auf Drängen des Bürgermeisters Karl Heinrich durch den Bau der Strecke Borna–Neukieritzsch an das deutsche Eisenbahnnetz und somit in Neukieritzsch an die Bahnstrecke Leipzig–Hof (Sächsisch-Bayerische Eisenbahn) nach Leipzig angeschlossen. Dieser Bahnanschluss war durch private Gelder und die Stadtkasse finanziert worden und war somit die einzige städtische Bahn im Königreich Sachsen. Am 8. April 1872 wurde die Strecke über Geithain nach Chemnitz verlängert (Bahnstrecke Neukieritzsch–Chemnitz). Dadurch breitete sich die Stadt zu Beginn des 20. Jahrhunderts zunächst nach Westen gen Bahnhof aus. Später entstanden Siedlungen im Südwesten. Um die Stadt herum entstanden die Tagebaue Witznitz I und II, Borna-West und Borna-Ost/Bockwitz. Dadurch wurden die heutigen Ortsteile Alt-Witznitz (Großteil), Görnitz mit Hartmannsdorf, Blumroda, Gut Bockwitz und Borna-Ost (Abtei) devastiert. Im Gegenzug entstanden ab 1950 die Stadtteile „Neu-Witznitz“ hinter dem Breiten Teich, „Borna-Nord“ (ab 1950) und die Neubaugebiete „Am Hochhaus“, „Borna-Ost“, „Borna-Südwest“ und „Paul-Paschke-Straße“ (heute: „An der Wyhra“). Als letzte Siedlung entstand ab 1984 das Neubaugebiet Gnandorf. Nach 1990 fanden vor allem Sanierungen in der Innenstadt statt.
Borna war seit jeher Verwaltungsmittelpunkt. Bis 1856 war die Stadt Hauptort des kursächsischen bzw. königlich-sächsischen Amts Borna im Leipziger Kreis. Ab 1856 war der Ort Sitz des Gerichtsamts Borna und ab 1875 der Amtshauptmannschaft Borna, die von 1939 bis 1952 Landkreis Borna hieß. Durch die Verwaltungsreform von 1952 wurde Borna Kreisstadt des Kreises Borna im Bezirk Leipzig, der 1990 als Landkreis Borna fortgeführt wurde. Mit den Kreisreformen im Freistaat Sachsen erhielt Borna am 1. Oktober 1994 den kommunalrechtlichen Status Große Kreisstadt, verlor jedoch den Kreissitz des durch Zusammenlegung der Kreise Leipzig-Land, Borna und Geithain entstandenen Landkreises Leipziger Land zunächst an die Kreisfreie Stadt Leipzig. Ab dem 1. Januar 1999 befand sich der Kreissitz wieder in Borna. Nach der Fusion des bisherigen Landkreises Leipziger Land mit dem Muldentalkreis im Jahr 2008 blieb Borna die Kreisstadt des neu geschaffenen Landkreises Leipzig.

### Geschichte der vor 1990 eingemeindeten Ortsteile

#### Altstadt Borna mit Wenigenborna und Abtei
Die Stadt Borna bestand ursprünglich aus drei Siedlungskernen. Das war neben der 1228 erstmals erwähnten planmäßig angelegten Marktniederlassung Borna (seit 1264 als Stadt bezeugt) die östlich des Mühlgrabens gelegenen Orte Altstadt Borna mit der Burg Borna und Wenigenborn(a). Wenigenborn, in der Frühzeit als Wendisch-Born bezeichnet, ist die älteste der drei Siedlungen. In dem Ort existierte zwischen 936 und 1307 ein Augustiner-Chorherrenstift. Altstadt Borna besaß bis 1539 eine eigene Kirche mit dem Namen Johanniskirche. Im Zuge der Reformation wurde die baufällige Kirche abgetragen und die Orte Altstadt Borna und Wenigenborna nach Borna gepfarrt. 1530 wurde das im 12. Jahrhundert zum Schloss ausgebaute Schloss Borna abgerissen.
Seit dem 16. Jahrhundert bildeten die durch den Saubach getrennten Orte Altstadt Borna und Wenigenborna eine rechtliche Einheit, die dem Amt Borna unterstand. Im Ort befand sich die Amtsfrohnfeste (Amtsgefängnis) des Amts Borna. Obwohl Altstadt Borna keine Vorstadtqualitäten besaß, wurde der Ort um 1724 und 1834 als Vorstadt von Borna bezeichnet.
1934 wurde Altstadt Borna mit Wenigenborna und dem Ortsteil Abtei in das westlich gelegene Borna eingemeindet. Der Ortsteil Abtei wurde zwischen 1964 und 1966 aufgrund des sich nahenden Tagebaus Borna-Ost ausgesiedelt und zwischen 1966 und 1968 abgebaggert.

#### Bockwitz, Gut

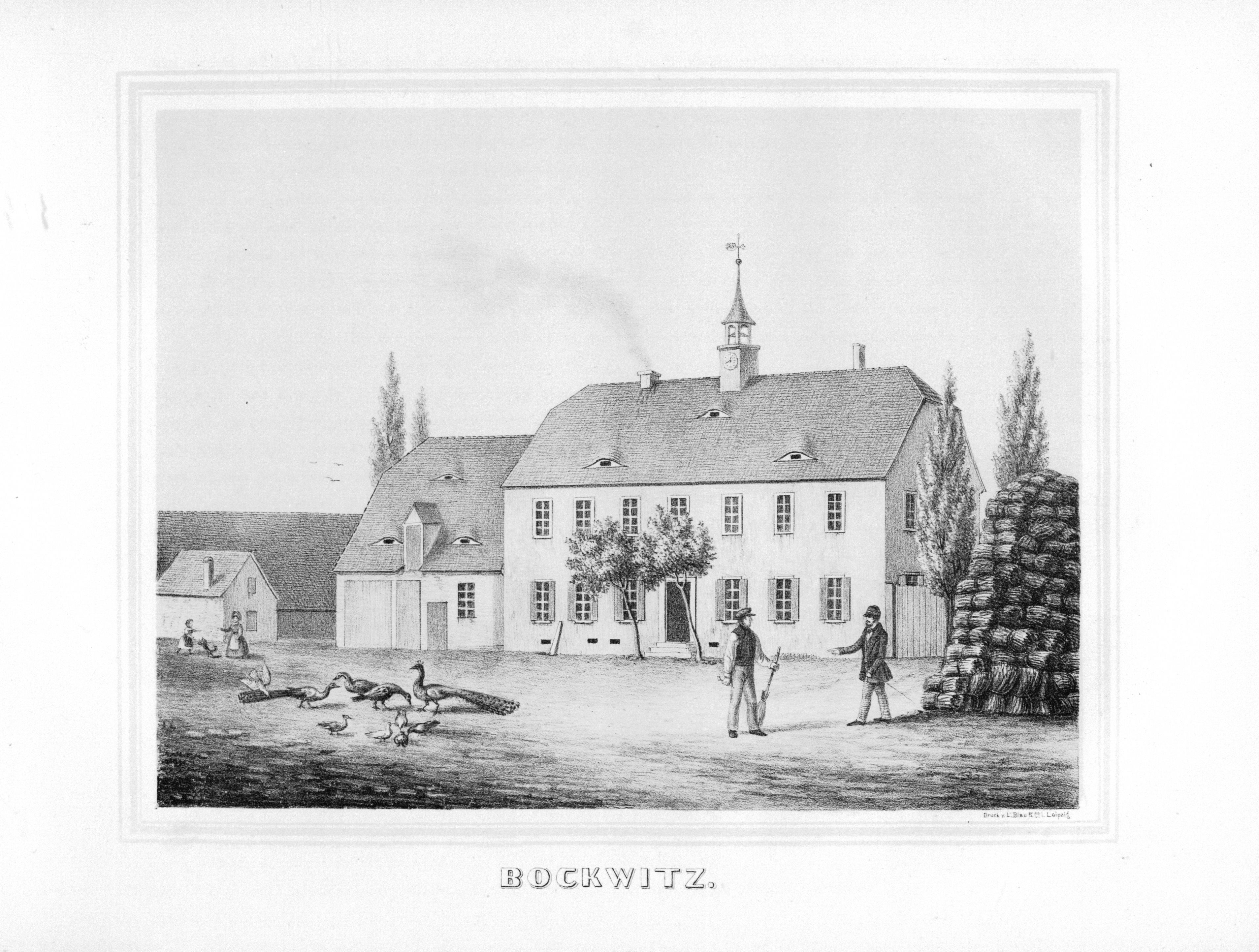
Bockwitz

In Bockwitz nordwestlich von Borna war seit 1292 ein Herrensitz verzeichnet, der ab 1420 als Rittersitz genannt wurde. Bockwitz war bis 1539 nach Altstadt Borna gepfarrt. In der Folgezeit lagen das Dorf und der Rittersitz wüst. Erst 1791 wurde wieder ein Rittergut benannt, das zum Amt Borna gehörte. Es wurde 1834 als Burglehngut und 1858 als Rittergut bezeichnet. Bockwitz war seit 1834 nach Borna und seit 1875 nach St. Marien-Kirchgemeinde Borna gepfarrt. 1854 wurde das Gut Bockwitz nach Borna eingemeindet. Das Rittergut wurde 1945 aufgelöst und die Flur auf Neubauern aufgeteilt.
Der Braunkohlebergbau um Bockwitz begann Mitte des 19. Jahrhunderts. Erste Bohrversuche begannen 1835. Bereits einige Jahrzehnte später waren nördlich des Orts sieben Gruben in Betrieb. Um 1870 existierten neben einigen Tiefbaugruben die Tagebaue Kunze, Bauer und Gottessegen. Der Tagebau Borna-Ost (1960–1985) erreichte im Baufeld II in den Jahren 1970/71 den südlichen Ortsrand, verschonte aber den Ort selbst. Dies änderte sich mit Eröffnung des Tagebaus Bockwitz im Jahr 1982 südwestlich von Bockwitz. In Vorbereitung des sich nach Norden ausbreitenden Abbaufelds wurde die Ortslage Bockwitz 1988 geräumt, aber durch die vorzeitige Stilllegung im Jahr 1992 nicht mehr abgebaggert.
Nach der Renaturierung des Areals liegt die Flur Bockwitz nunmehr am Nordwestrand des Bockwitzer Sees.

#### Gnandorf
Gnandorf liegt südlich des Bornaer Stadtzentrums zwischen Bahnstrecke Neukieritzsch-Chemnitz im Westen und der Wyhra im Osten. Der Ort feierte im Jahr 2003 sein 625-jähriges Jubiläum. Der Ort lag im Amt Borna und unterstand bis 1856 der Erbgerichtsbarkeit des Rats der Stadt Borna. 1856 ging diese auf das Gerichtsamt Borna über. Seit 1875 gehörte der Ort zur Amtshauptmannschaft Borna.
Gnandorf wurde 1934 nach Borna eingemeindet. Am 17. August 1984 erfolgte die Grundsteinlegung für das Neubaugebiet Gnandorf.

#### Görnitz mit Hartmannsdorf
Görnitz gehörte bis 1855/56 zum Rittergut Lobstädt, Hartmannsdorf zum Rittergut Großhermsdorf. Beide Orte lagen im sächsischen Amt Borna. 1856 kamen sie zum Gerichtsamt Borna und 1875 zur Amtshauptmannschaft Borna. Am 1. Oktober 1948 wurde Hartmannsdorf nach Görnitz eingemeindet. Im Zuge des Braunkohleabbaus im Tagebau Borna-West wurde Hartmannsdorf zwischen 1957 und 1960 teilweise, Görnitz zwischen 1961 und 1963 vollständig überbaggert. Auf der rekultivierten Fläche der Orte befindet sich das Speicherbecken Borna. Das Areal gehört seit 1965 zu Borna.

#### Haulwitz
Das Vorwerk Haulwitz ist seit 1791 nachgewiesen. Zu dieser Zeit stand es unter der Gerichtsbarkeit des Ritterguts Lobstädt im Amt Borna. Nach der Einführung der Städteordnung im Königreich Sachsen kam Haulwitz im Jahr 1832 zum Stadtgerichtsbezirk Borna. In der Folgezeit ging Haulwitz im Stadtgebiet von Borna auf. Die Haulwitzer Straße befindet sich im Südwesten der Kernstadt Borna.

#### Witznitz
Der Ort Witznitz lag nördlich von Borna und südwestlich von Haubitz. Die Gerichtsbarkeit über den Ort im Amt Borna lag 1548 beim Rittergut Lobstädt. 1764 existierte im Ort ein eigenes Rittergut. 1856 kam Witznitz zum Amt Borna und 1875 zur Amtshauptmannschaft Borna. Der Tagebau Witznitz I war von 1911 bis 1949 in Betrieb. In Vorbereitung des drohenden Abrisses von Witznitz aufgrund des Tagebaus wurde der Ort 1940 nach Borna eingemeindet. 1941 erfolgte der Abbruch des Orts. Im stillgelegten Tagebau entstand zwischen 1950 und 1954 das Speicherbecken Witznitz, an dessen Südwestrand einige wenige Häuser von Alt-Witznitz übrig blieben. Der Ortsteil „Neu-Witznitz“ entstand am Nordrand von Borna hinter dem Breiten Teich.
Die Brikettfabrik Witznitz östlich des Speicherbeckens Witznitz war bis 1992 in Betrieb. Für sie wurde ein Nachnutzungskonzept erarbeitet. Auf dem Areal ist die Schaffung des neuen Bornaer Wohngebiets „Grüne Harfe“ vorgesehen, welches neue Wohnungen und die alten Fabrikgebäude integrieren soll. Ziel ist eine Mischnutzung mit den Schwerpunkten Bildung/Kultur/Freizeit, Gewerbe und Wohnen. Trotz erfolgter Rückbauten und der Entfernung der kompletten Technik, wurden die elf Gebäude aus gelben Klinkermauerwerk erhalten und vier bereits saniert. Als ein hochwertiges Zeugnis der Industriearchitektur beherbergen sie nun Büros und werden für Ausstellungen und kulturelle Veranstaltungen genutzt. Ein weiteres Gebäude wurde als Wohnstandort für Lofts umgenutzt. Der Bereich des ehemaligen Bahnanschlusses wurde bereits mit Einfamilienhäusern bebaut.

### Eingemeindungen
Haulwitz gehört nach 1832 zu Borna. Das Gut Bockwitz wurde 1853/1854 eingegliedert. Im Jahr 1934 wurden Altstadt Borna und Gnandorf eingegliedert. Witznitz wurde 1940 eingemeindet und Görnitz mit Hartmannsdorf kam 1965 hinzu. Die drei Orte Witznitz, Görnitz und Hartmannsdorf wurden durch den Braunkohleabbau beseitigt.
Die Gemeinde Eula mit ihren vier Ortsteilen wurde 1994 eingemeindet. Im Jahr 2004 folgte Wyhratal mit vier Ortsteilen. Eula und Wyhratal haben einen eigenen Ortschaftsrat.
| Ehemalige Gemeinde              | Datum             | Anmerkung |
| ------------------------------- | ----------------- | --- |
| Altstadt Borna mit Wenigenborna | 1. April 1934     | Ortsteil Abtei zwischen 1964 und 1966 durch Braunkohletagebau Borna-Ost devastiert                                                                                        |
| Blumroda                        | 1. Januar 1960    | Eingemeindung der Flur nach Thräna, 1952–1957 durch Braunkohlentagebau Borna-West beseitigt (heute Speicher Borna)                                                        |
| Bockwitz, Gut                   | 1853/1854         | 1988 durch Braunkohlentagebau Bockwitz beseitigt |
| Eula                            | 1. März 1994      | |
| Gestewitz                       | 1. April 1935     | Eingemeindung nach Eula |
| Gnandorf                        | 1. April 1934     | |
| Görnitz                         | 1. Januar 1965    | 1961–1963 durch Braunkohlentagebau Borna-West beseitigt (heute Speicher Borna)                                                                                            |
| Hartmannsdorf                   | 1. Oktober 1948   | Eingemeindung nach Görnitz, 1957–1960 durch Braunkohlentagebau Borna-West beseitigt (heute Speicher Borna)                                                                |
| Haubitz                         | 1. September 1948 | Eingemeindung nach Eula |
| Haulwitz                        | 1840              | |
| Kesselshain                     | vor 1880          | Eingemeindung nach Eula |
| Neukirchen                      | 1. Oktober 1948   | Zusammenschluss mit Wyhra zu Neukirchen-Wyhra |
| Neukirchen-Wyhra                | 1. Dezember 1993  | Zusammenschluss mit Zedtlitz zu Wyhratal |
| Plateka                         | vor 1880          | Eingemeindung nach Zedtlitz |
| Raupenhain                      | vor 1880          | Eingemeindung nach Zedtlitz |
| Thräna                          | 1. Juli 1997      | Eingemeindung nach Wyhratal |
| Witznitz                        | 1. Oktober 1940   | 1941 zum größten Teil durch Braunkohlentagebau Witznitz I beseitigt (heute Speicher Witznitz), Alt-Witznitz am Südwestrand des Speichers, Siedlung Grüne Harfe am Ostrand |
| Wyhra                           | 1. Oktober 1948   | Zusammenschluss mit Neukirchen zu Neukirchen-Wyhra |
| Wyhratal                        | 1. Januar 2004    | |
| Zedtlitz                        | 1. Dezember 1993  | Zusammenschluss mit Neukirchen-Wyhra zu Wyhratal |

### Wappen

Stadtwappen Borna

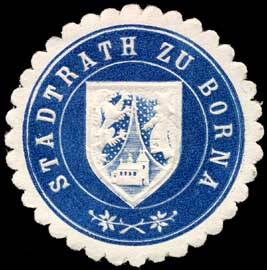
Historische Siegelmarke des Stadtrates

Das Wappen der Stadt Borna ist ein dreigeteilter Schild mit den Grundfarben Gold und Blau. Im ersten Feld zeigt das Wappen den nach rechts gewandten schwarzen Meißner Löwen, im zweiten Feld einen silbernen Helm mit Helmzier. Dieser besteht aus einem rot und silbernen gestreiften Männerrumpf, dem sogenannten Meißener Judenkopf. Sein bärtiges Haupt trägt eine rot-silbern gestreifte Mütze, die mit einem Pfauenwedel besteckt ist. In der blauen Spitze des Wappens steht eine goldene Kirche mit drei Türmen.
Diese drei Wappenbilder gehen auf die Überlieferung des ältesten Stadtsiegels zurück. Winzig klein sind dort schon der Löwe und der Helm mit dem Judenhut zu erkennen – beide führten auch die Markgrafen von Meißen in ihrem Wappen, und mit ihnen dokumentierte die Stadt ihre Zugehörigkeit zur Markgrafschaft Meißen. In der Mitte des Siegels dominierte allerdings eine große, dreitürmige Kirche, die von dem Historiker O. Kittel als Symbol des Bistums Merseburg bestimmt wurde, in dessen Herrschaftsbereich sich unsere Stadt entwickelte. Seine Stadtfarben Gold und Blau hat Borna aus dem Stammwappen des Hauses Wettin abgeleitet. Sie gehörten zum Osterland und zur Mark Landsberg und begegnen uns auch im Leipziger Stadtwappen als blau-goldene „Landsberger Pfähle“.
Bevor das Wappen seine heutige Gestalt erhielt, war seit dem Jahre 1845 eine bunt bemalte, vergrößerte Form des Stadtsiegels in Gebrauch, die allen Regeln der Heraldik widersprach, so dass das Innenministerium Änderung verlangte. Als Kuriosum kann dieses Wappen an der kostbaren Kassettendecke des Ratssaales im Rathaus betrachtet werden. Im August 1897 wurde das Wappen, durch das Königl. Sächs. Ministerium des Innern offiziell bestätigt und ist seit dieser Zeit unverändert gültig geblieben.

### Einwohner

Einwohnerentwicklung von Borna 1955 bis 2016

(jeweils zum 31. Dezember)
| Jahr | Einwohner |      | Jahr   | Einwohner |        | Jahr | Einwohner |  | Jahr | Einwohner |
| 1955 | 17.572    | 1998 | 20.598 | 2006      | 22.561 | 2014 | 19.381    |  |      |           |
| 1960 | 17.757    | 1999 | 20.365 | 2007      | 21.539 | 2015 | 19.672    |  |      |           |
| 1965 | 20.669    | 2000 | 20.010 | 2008      | 21.211 | 2016 | 19.319    |  |      |           |
| 1970 | 21.923    | 2001 | 19.616 | 2009      | 20.920 | 2017 | 19.263    |  |      |           |
| 1975 | 22.077    | 2002 | 19.240 | 2010      | 20.680 | 2018 | 19.229    |  |      |           |
| 1980 | 23.277    | 2003 | 23.200 | 2011      | 20.405 |      |           |  |      |           |
| 1985 | 23.752    | 2004 | 22.850 | 2012      | 19.424 |      |           |  |      |           |
| 1990 | 23.128    | 2005 | 22.428 | 2013      | 19.259 |      |           |  |      |           |

## Politik

### Stadtrat
Seit der Stadtratswahl am 9. Juni 2024 verteilen sich die 22 Sitze des Stadtrates folgendermaßen auf die einzelnen Gruppierungen:
- AfD: 6 Sitze
- Bürger für Borna: 4 Sitze
- CDU: 4 Sitze
- Linke: 3 Sitze
- SPD: 2 Sitze
- Borna im Blick: 1 Sitz
- Bürgerbewegung Borna: 1 Sitz
- Wir!gemeinsam – Unsere Kinder sind unsere Zukunft

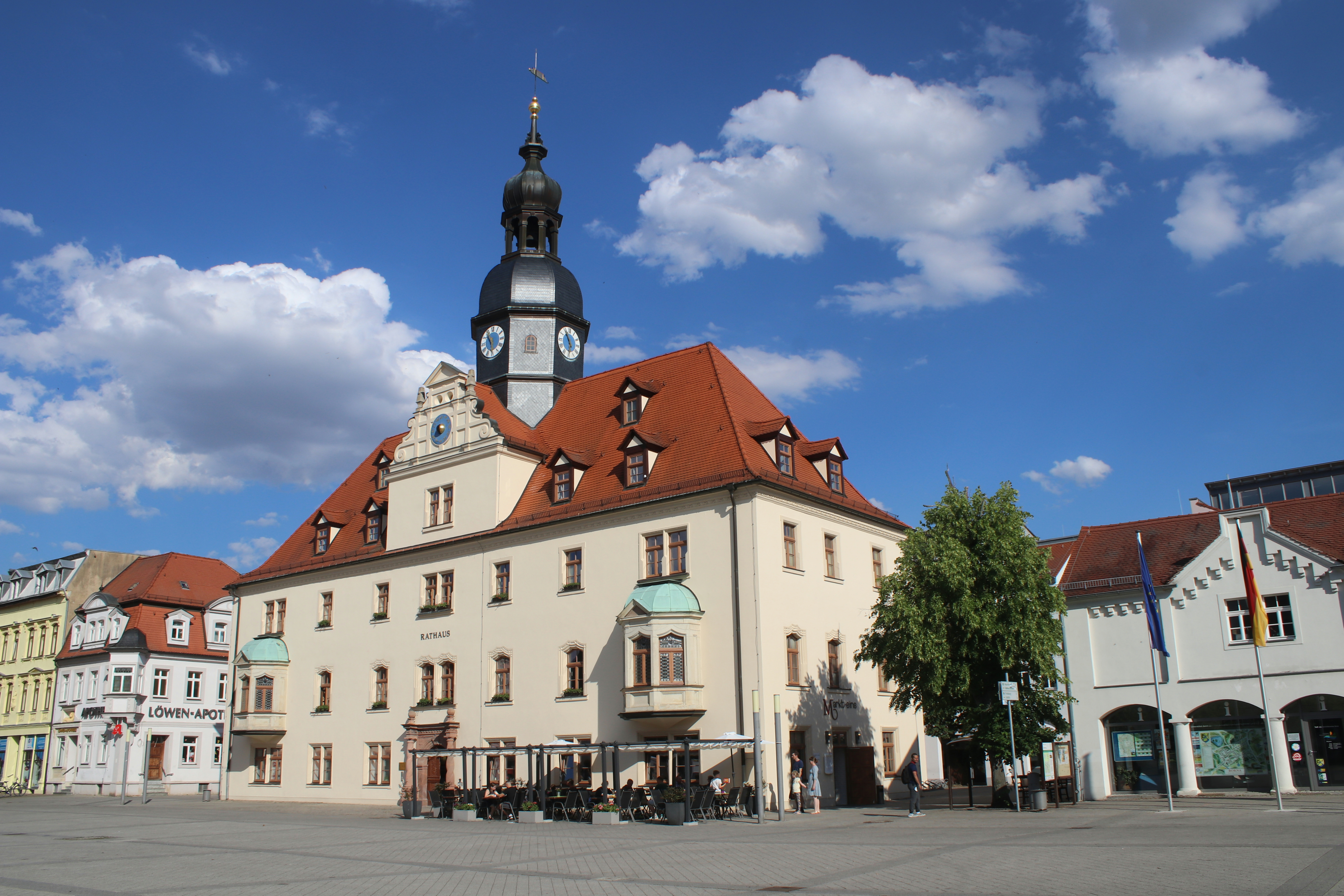
Das Rathaus am Bornaer Markt, rechts daneben die Alte Wache

| Stadtrat ab 2024Insgesamt 22 Sitze - Linke: 3 - SPD: 2 - BfB: 4 - BIB: 1 - BBB: 1 - Wir!: 1 - CDU: 4 - AfD: 6 | Liste                                             | 2024   | 2024   | 2019   | 2019   | 2014   | 2014   |
| Stadtrat ab 2024Insgesamt 22 Sitze - Linke: 3 - SPD: 2 - BfB: 4 - BIB: 1 - BBB: 1 - Wir!: 1 - CDU: 4 - AfD: 6 | Liste                                             | Sitze  | in %   | Sitze  | in %   | Sitze  | in %   |
| Stadtrat ab 2024Insgesamt 22 Sitze - Linke: 3 - SPD: 2 - BfB: 4 - BIB: 1 - BBB: 1 - Wir!: 1 - CDU: 4 - AfD: 6 | AfD                                               | 6      | 25,6   | 5      | 22,7   | –      | –      |
| Stadtrat ab 2024Insgesamt 22 Sitze - Linke: 3 - SPD: 2 - BfB: 4 - BIB: 1 - BBB: 1 - Wir!: 1 - CDU: 4 - AfD: 6 | Bürger für Borna                                  | 4      | 20,1   | 4      | 19,3   | 5      | 19,4   |
| Stadtrat ab 2024Insgesamt 22 Sitze - Linke: 3 - SPD: 2 - BfB: 4 - BIB: 1 - BBB: 1 - Wir!: 1 - CDU: 4 - AfD: 6 | CDU                                               | 4      | 19,3   | 4      | 15,5   | 6      | 23,4   |
| Stadtrat ab 2024Insgesamt 22 Sitze - Linke: 3 - SPD: 2 - BfB: 4 - BIB: 1 - BBB: 1 - Wir!: 1 - CDU: 4 - AfD: 6 | Linke                                             | 3      | 11,3   | 6      | 23,4   | 8      | 28,2   |
| Stadtrat ab 2024Insgesamt 22 Sitze - Linke: 3 - SPD: 2 - BfB: 4 - BIB: 1 - BBB: 1 - Wir!: 1 - CDU: 4 - AfD: 6 | SPD                                               | 2      | 9,1    | 3      | 15,3   | 4      | 13,5   |
| Stadtrat ab 2024Insgesamt 22 Sitze - Linke: 3 - SPD: 2 - BfB: 4 - BIB: 1 - BBB: 1 - Wir!: 1 - CDU: 4 - AfD: 6 | Borna im Blick                                    | 1      | 4,4    | –      | –      | –      | –      |
| Stadtrat ab 2024Insgesamt 22 Sitze - Linke: 3 - SPD: 2 - BfB: 4 - BIB: 1 - BBB: 1 - Wir!: 1 - CDU: 4 - AfD: 6 | Bürgerbewegung Borna                              | 1      | 3,4    | –      | –      | –      | –      |
| Stadtrat ab 2024Insgesamt 22 Sitze - Linke: 3 - SPD: 2 - BfB: 4 - BIB: 1 - BBB: 1 - Wir!: 1 - CDU: 4 - AfD: 6 | Wir!gemeinsam – Unsere Kinder sind unsere Zukunft | 1      | 2,9    | –      | –      | –      | –      |
| Stadtrat ab 2024Insgesamt 22 Sitze - Linke: 3 - SPD: 2 - BfB: 4 - BIB: 1 - BBB: 1 - Wir!: 1 - CDU: 4 - AfD: 6 | Bürger für Eula                                   | –      | 2,0    | –      | –      | –      | –      |
| Stadtrat ab 2024Insgesamt 22 Sitze - Linke: 3 - SPD: 2 - BfB: 4 - BIB: 1 - BBB: 1 - Wir!: 1 - CDU: 4 - AfD: 6 | Grüne                                             | –      | 1,8    | –      | –      | –      | 1,8    |
| Stadtrat ab 2024Insgesamt 22 Sitze - Linke: 3 - SPD: 2 - BfB: 4 - BIB: 1 - BBB: 1 - Wir!: 1 - CDU: 4 - AfD: 6 | Freie Wähler                                      | –      | –      | –      | 3,8    | 1      | 4,3    |
| Stadtrat ab 2024Insgesamt 22 Sitze - Linke: 3 - SPD: 2 - BfB: 4 - BIB: 1 - BBB: 1 - Wir!: 1 - CDU: 4 - AfD: 6 | FDP                                               | –      | –      | –      | –      | 1      | 4,7    |
| Stadtrat ab 2024Insgesamt 22 Sitze - Linke: 3 - SPD: 2 - BfB: 4 - BIB: 1 - BBB: 1 - Wir!: 1 - CDU: 4 - AfD: 6 | NPD                                               | –      | –      | –      | –      | 1      | 4,7    |
| Stadtrat ab 2024Insgesamt 22 Sitze - Linke: 3 - SPD: 2 - BfB: 4 - BIB: 1 - BBB: 1 - Wir!: 1 - CDU: 4 - AfD: 6 | Wahlbeteiligung                                   | 60,6 % | 60,6 % | 53,4 % | 53,4 % | 46,3 % | 46,3 % |

### Oberbürgermeister
Oberbürgermeister ist Oliver Urban (SPD). Er wurde bei der Oberbürgermeisterwahl am 3. Juli 2022 mit 51,6 Prozent der Stimmen bei einer Wahlbeteiligung von 45,8 Prozent gewählt. Er setzte sich damit gegen die bisherige, seit 2008 amtierende Amtsinhaberin Simone Luedtke (Die Linke) durch, die 39 Prozent der Stimmen erhielt.
| Wahl | Bürgermeister     | Vorschlag | Wahlergebnis (in %) |
| ---- | ----------------- | --------- | ------------------- |
| 2022 | Oliver Urban      | SPD       | 51,6                |
| 2015 | Simone Luedtke    | Linke     | 55,8                |
| 2008 | Simone Luedtke    | Linke     | 60,9                |
| 2001 | Bernd Schröter    | BfB       | 40,5                |
| 1994 | Bernhard Schubert | SPD       | 45,5                |

### Städtepartnerschaft
- Étampes, Frankreich
- Irpin, Ukraine
- Dujiangyan, Volksrepublik China
- Shangcheng (Hangzhou), Volksrepublik China

### Kinder- und Jugendparlament
Seit dem Jahr 2008 gibt es in Borna ein Jugendparlament. Dieses vertritt seit einer Satzungsänderung im Jahr 2012 als Kinder- und Jugendparlament (KiJuPa) die Interessen der Jugend gegenüber der Stadt. Es setzt sich aus maximal fünfzehn gewählten und je zwei von den beiden weiterführenden Schulen entsandten Mitgliedern zusammen und besitzt im Stadtrat ein Rede- und Antragsrecht.

## Kultur und Sehenswürdigkeiten

### Museen
- Museum der Stadt Borna
- Geschichtenhof Wyhra (ehemals: Volkskundemuseum)

### Bauwerke
- Marktplatz mit Rathaus (1669–1676), „Alter Wache“ (Tourist- und Stadtinformation Borna) und Bürgerhaus „Goldener Stern“
- Martin-Luther-Denkmal neben den beiden Kirchen am Martin-Luther-Platz, auch an den Aschermittwochsbrief, den Luther 1522 an den Kurfürsten Friedrich den Weisen in Borna schrieb,[39] erinnernd
- Stadtkulturhaus (ehemaliges Theater)
- Reichstor (1723), letztes von vier Stadttoren, auch Reste der Stadtmauer erhalten
- Volksplatz Borna, eine Freilichtbühne im Stil eines Amphitheaters mit fast 10.000 Plätzen und Europas größter feststehender Filmwand
- Gymnasium „Am Breiten Teich“ (1907–1908 als Königliches Realgymnasium Borna errichtet)
- Brikettfabrik Witznitz (1912), 1992 stillgelegt, hier befindet sich ein Ort für Veranstaltungen und Wohnen
- Brikettfabrik Neukirchen, mit Freigeländeausstellung von Dampfspeicherlok und Brikettpresse
- Neuholländermühle Wyhra

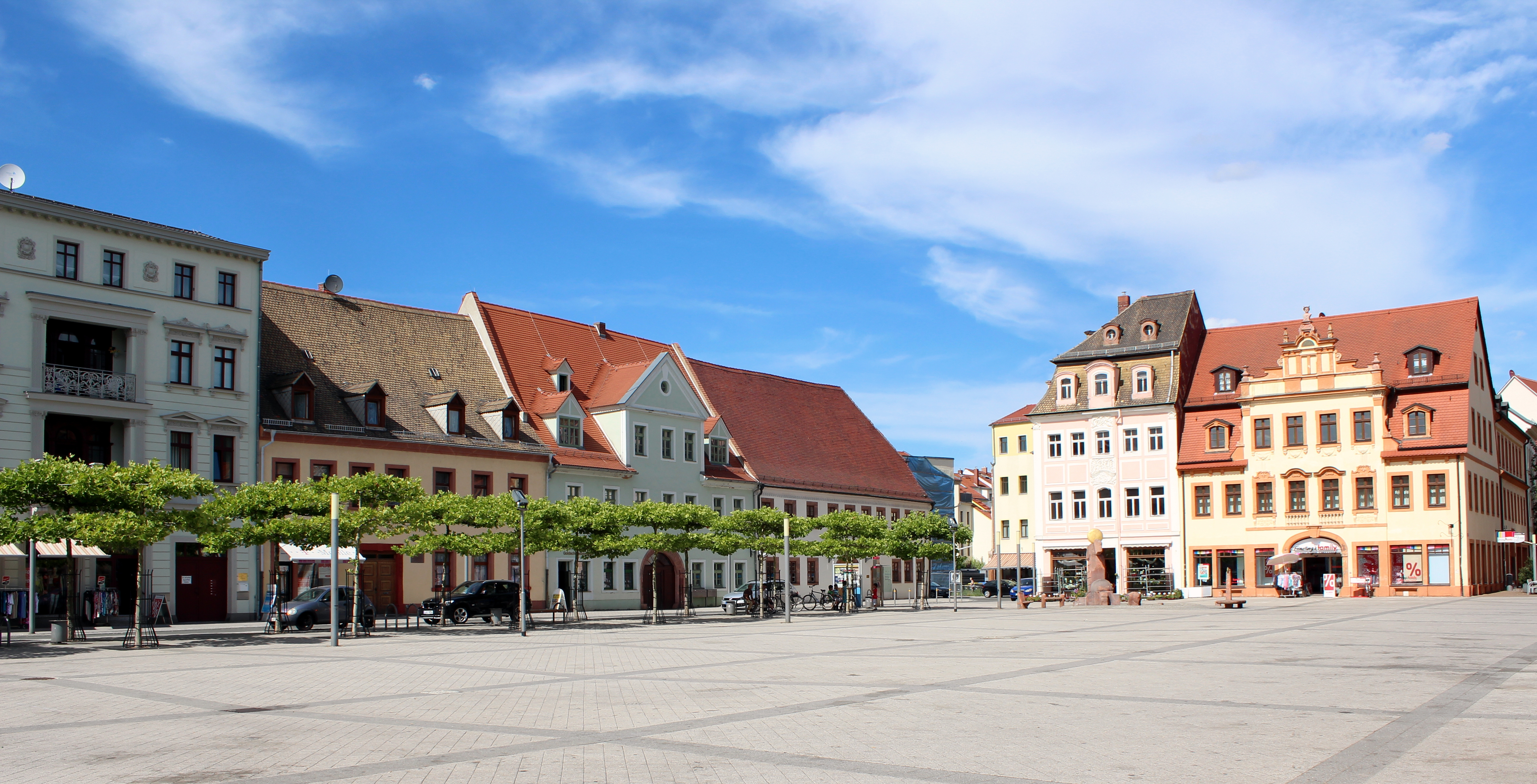
Marktplatz von Borna (2013)
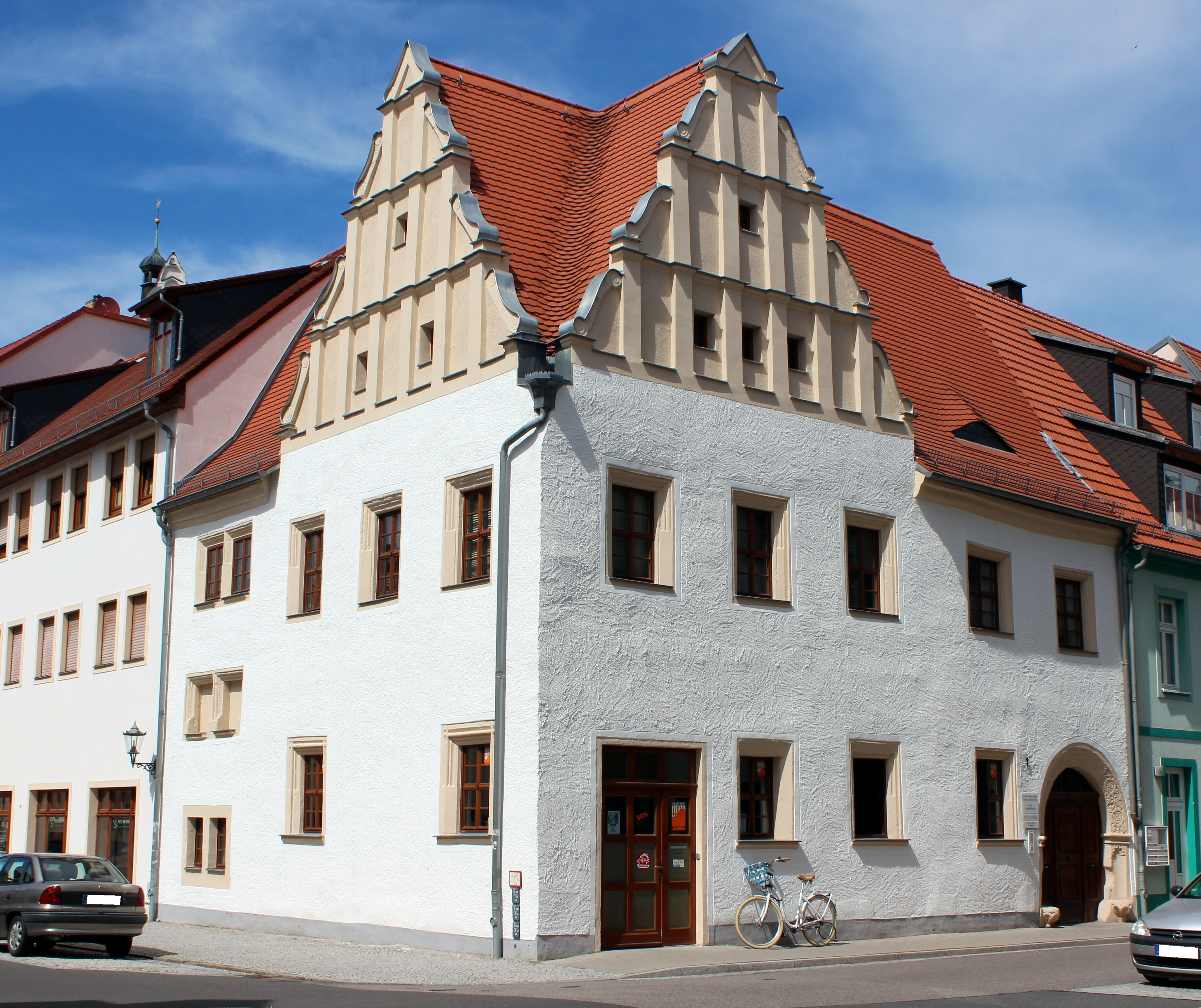
Hornsches Haus
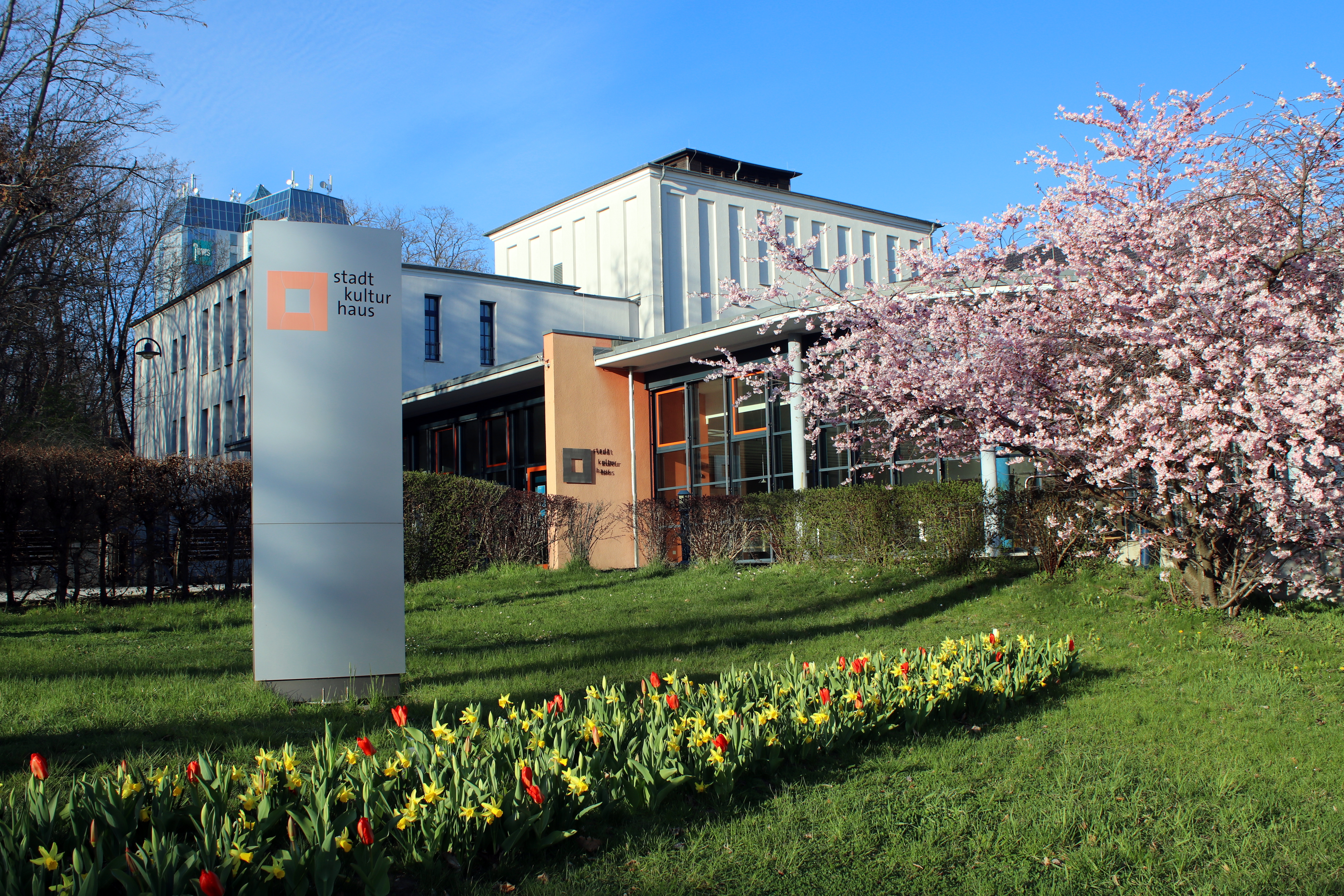
Stadtkulturhaus Borna
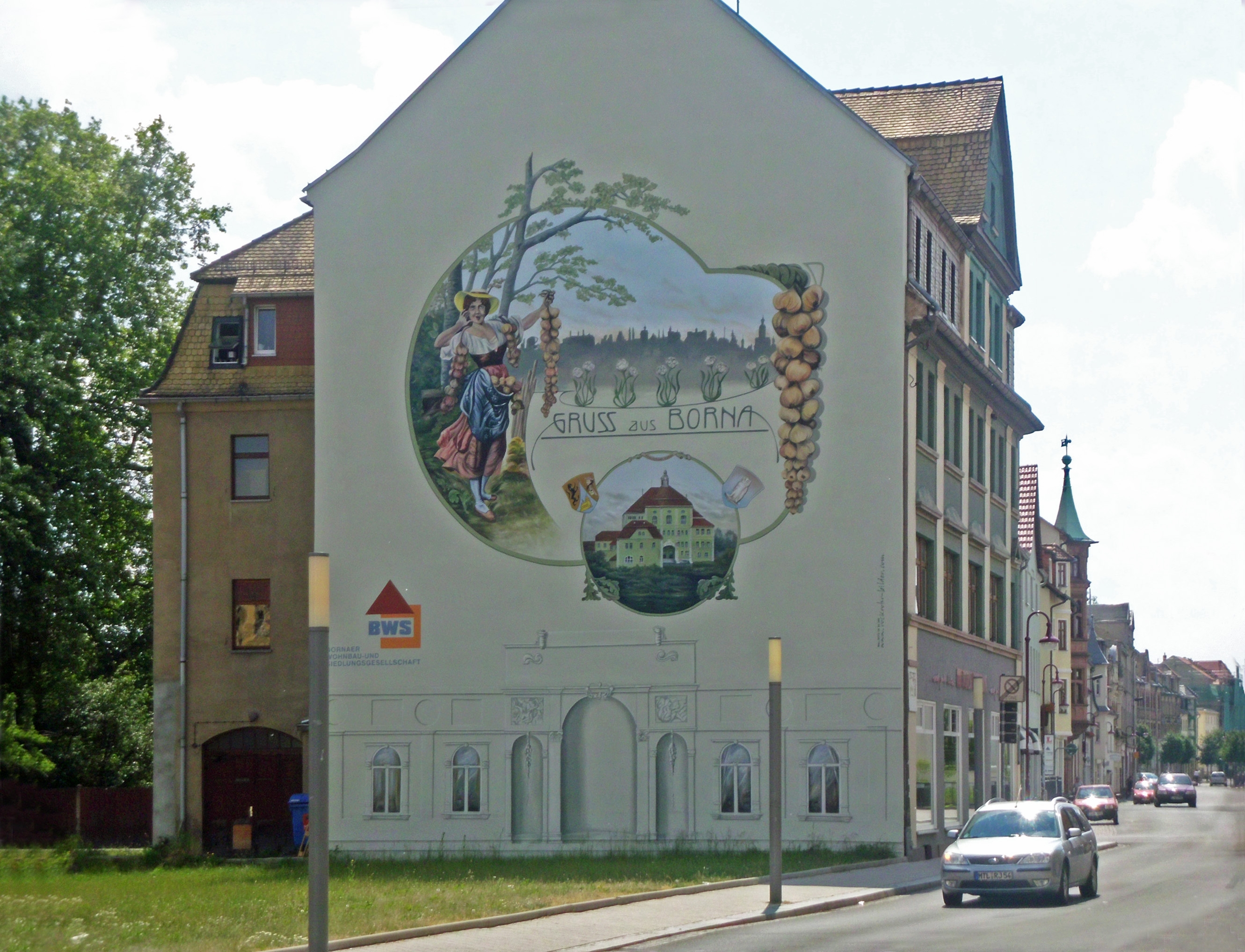
Altes Ansichtskarten-Motiv (Bahnhofstraße 4)
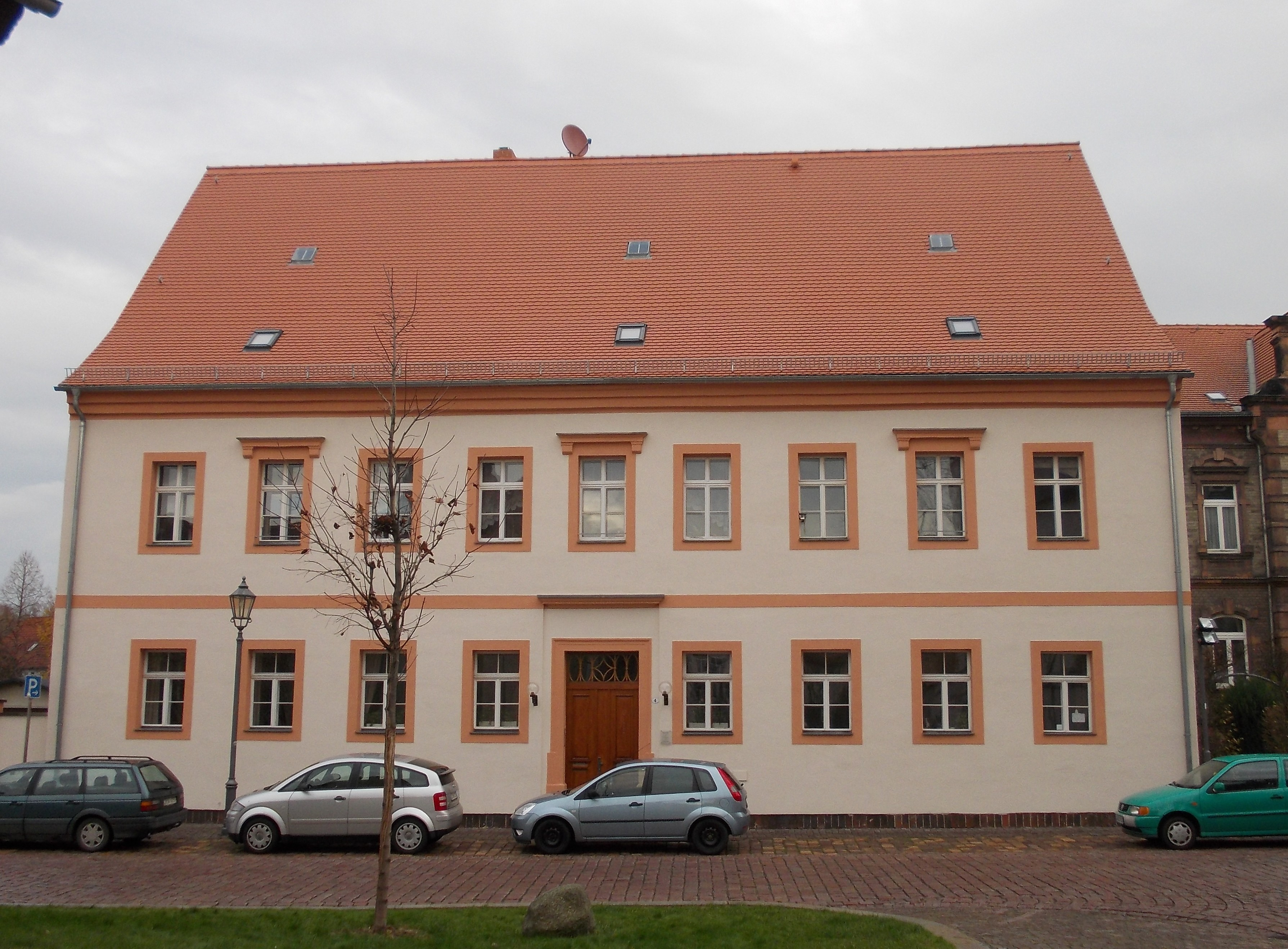
Superintendentur
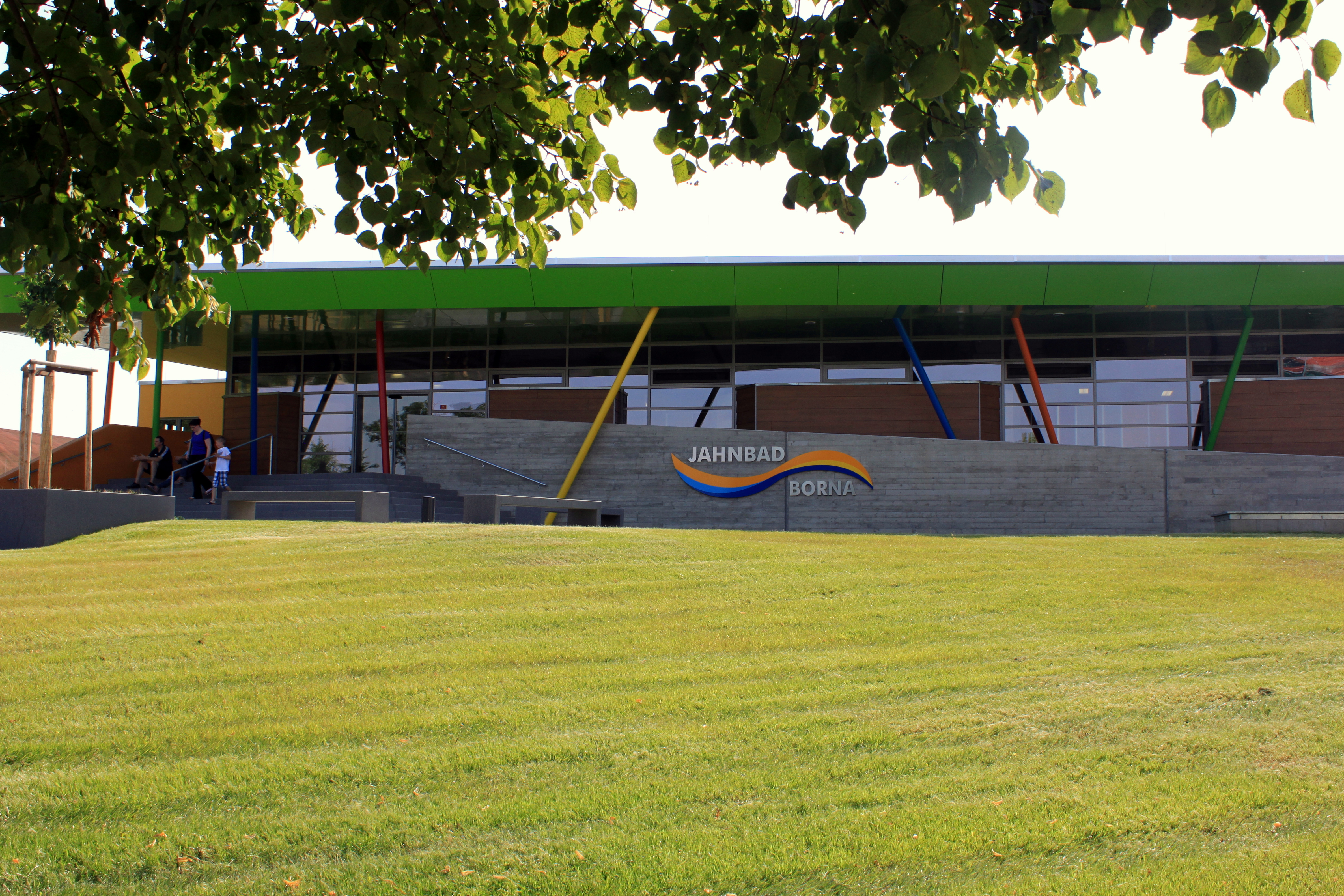
Schwimmhalle „Jahnbad Borna“
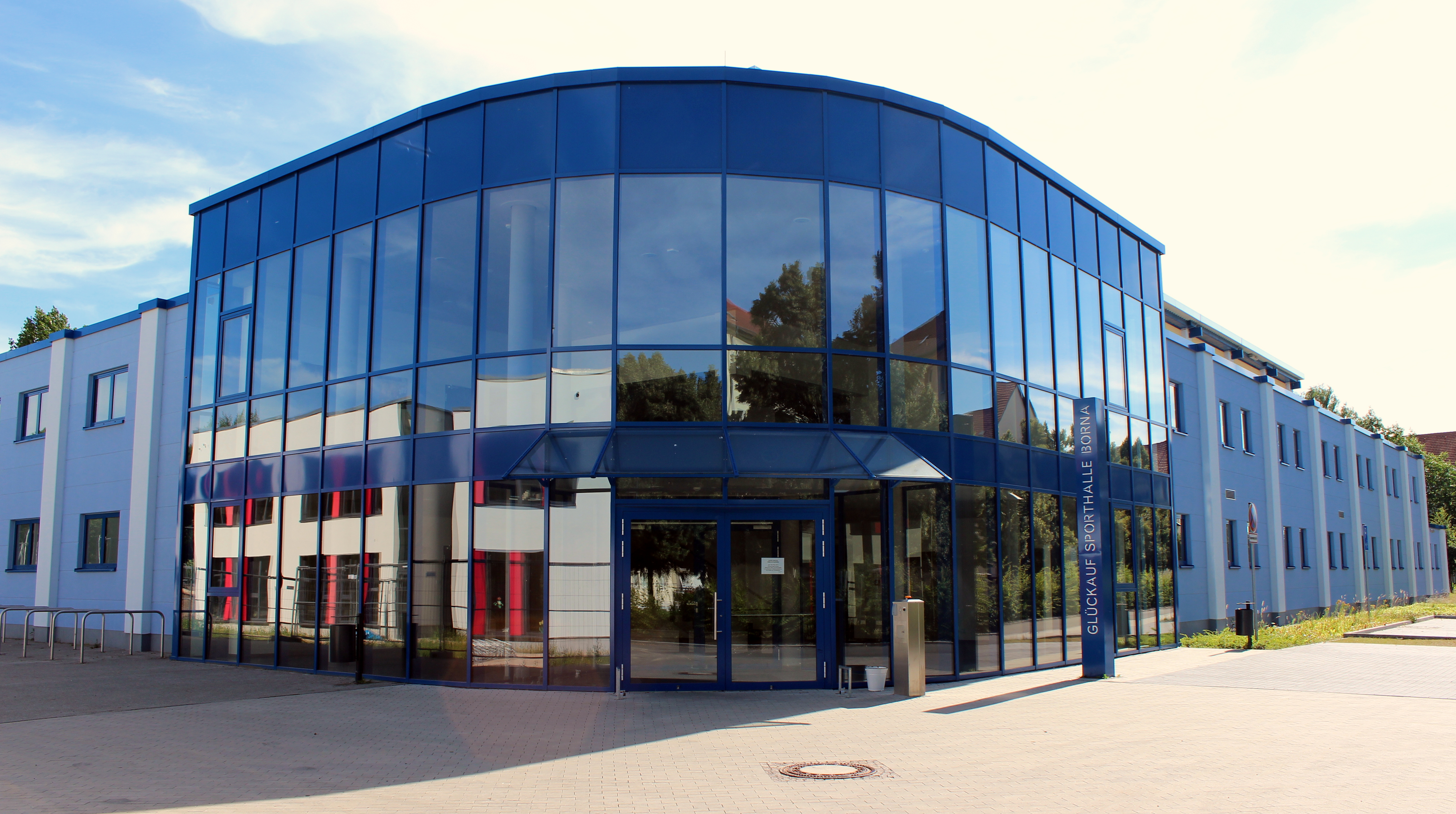
Glück-Auf-Sporthalle Borna
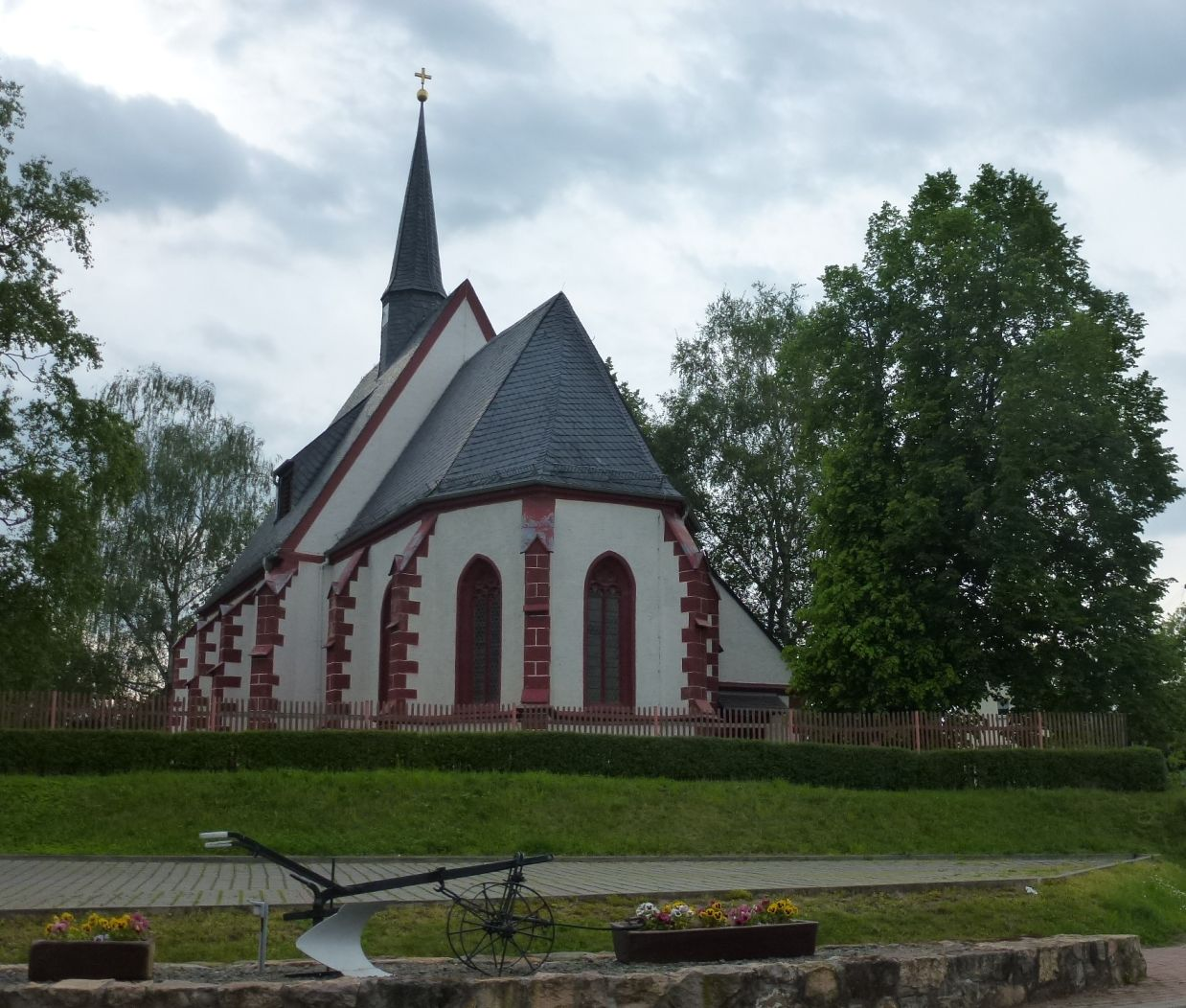
Stephanuskirche im Ortsteil Wyhra
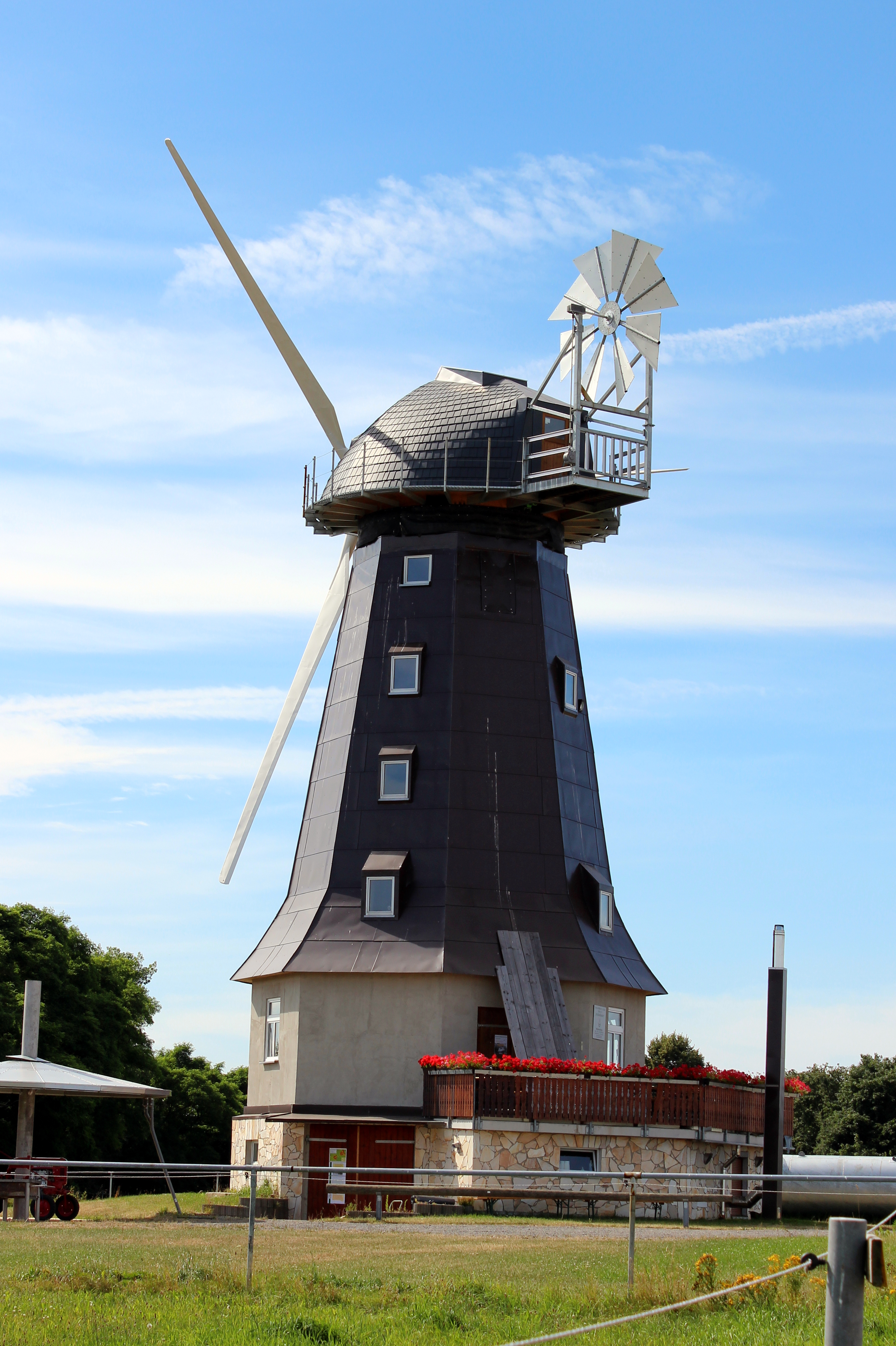
Neuholländermühle im Ortsteil Wyhra

### Gedenkstätten
- Ehrenhain an der Lobstädter Straße für 98 jüdische KZ-Häftlinge vom Außenlager Flößberg des KZ Buchenwald, die Opfer der Zwangsarbeit bei der Hugo Schneider AG („HASAG“) wurden
- Gedenkstein vor der ehemaligen Oberschule zur Erinnerung an den Widerstandskämpfer Georg Schwarz
- Stolpersteine für jüdische Familie Rose vor ihrem Wohnhaus und dem ehemaligen Kaufhaus Britania in der Roßmarktschen Straße 32 – siehe Liste der Stolpersteine in Borna

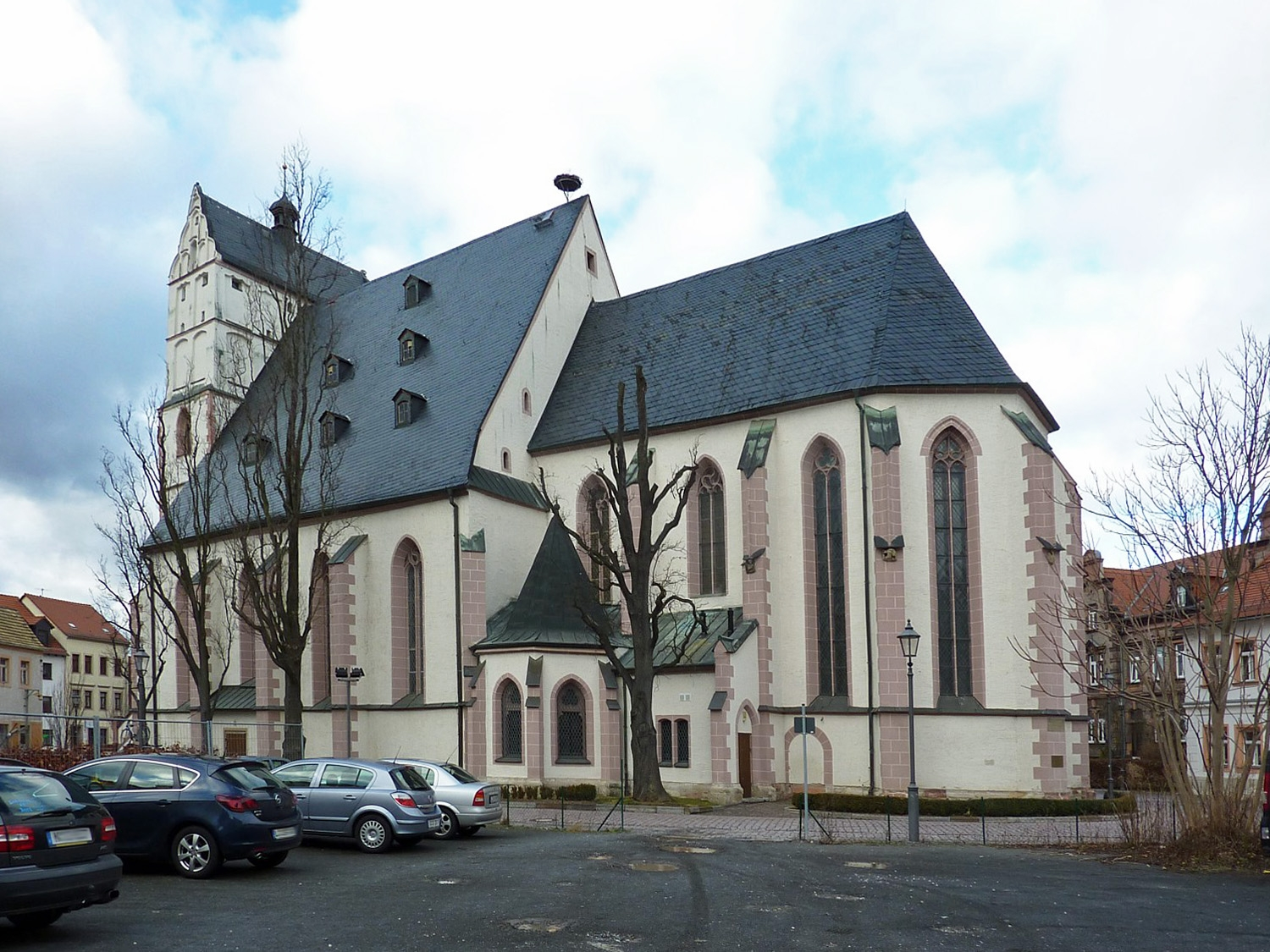
Stadtkirche St. Marien

### Kirchen
- Stadtkirche St. Marien mit dem spätgotischen Flügelaltar von Hans Witten

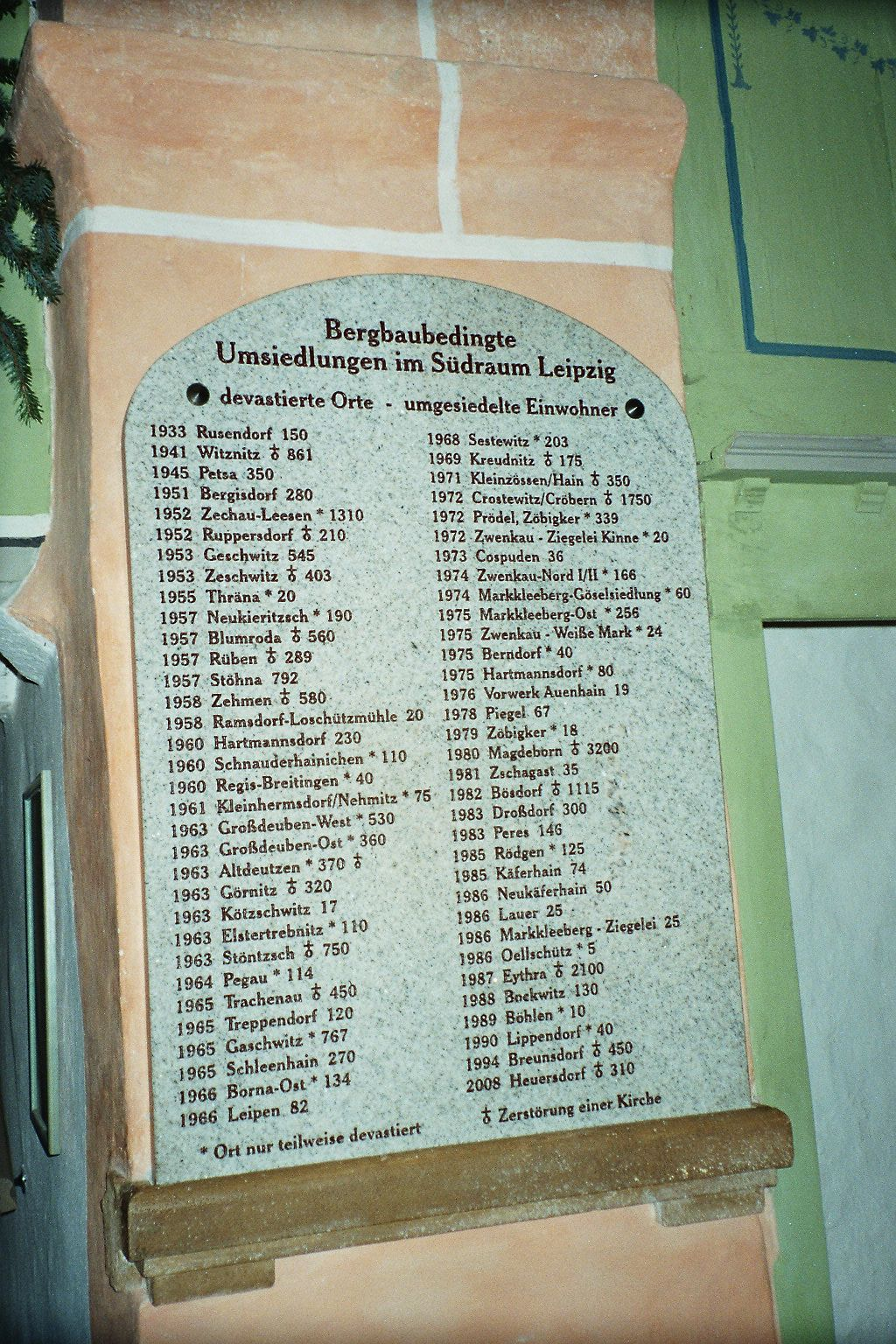
Erinnerungstafel an die Umsiedlungen in der Emmauskirche

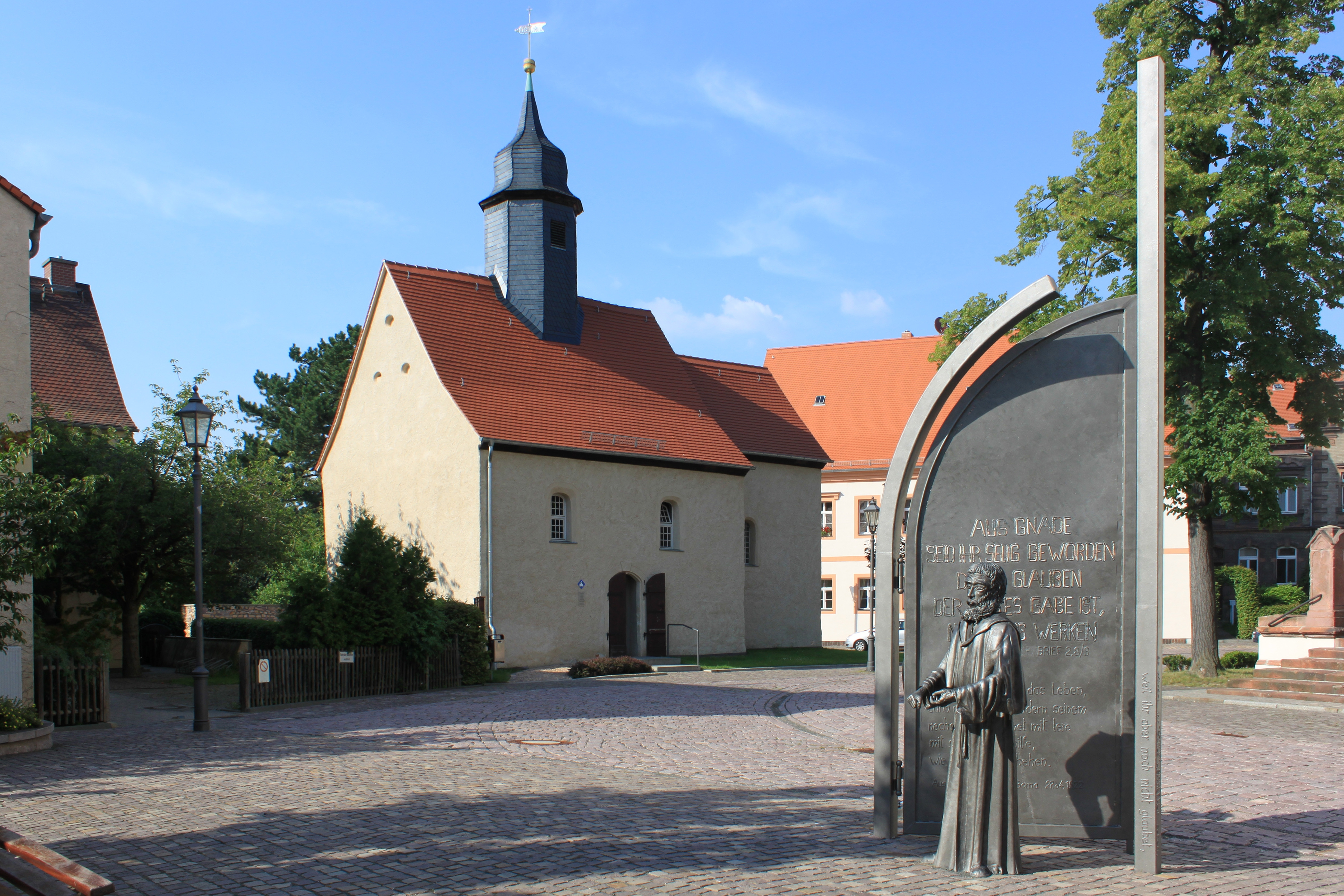
Emmauskirche mit Martin-Luther-Denkmal

Das Untergeschoss des Turmes stammt aus der Mitte des 13. Jahrhunderts. 1411 wurde der Chor neu erbaut, 1455 folgten Pfeiler und Gewölbe des Langhauses. Am 16. Oktober 1456 weihte der Merseburger Bischof das Bauwerk ein. Während der Völkerschlacht bei Leipzig diente die Kirche als Lazarett, nach verschiedenen Renovierungsmaßnahmen prägt sie den ältesten Teil der Stadt.

- Emmauskirche von Heuersdorf

Der Ort lag westlich von Borna und wurde bis 2010 durch den Tagebau Vereinigtes Schleenhain zerstört. Die Bewohner verloren ihre Heimat. Um dieses Kulturgut zu retten, wurde die Kirche 2007 auf 160 Rädern eines Speziallasters von Heuersdorf nach Borna umgesetzt. Das romanische Gotteshaus aus dem 13. Jahrhundert soll neben der Nutzung zu Gottesdiensten und öffentlichem Einlass auch ein Ort der Begegnung für ehemalige Bewohner sein. Die Kirche ist komplett eingerichtet und enthält eine Tafel mit den Orten, die dem Tagebau zum Opfer gefallen sind.

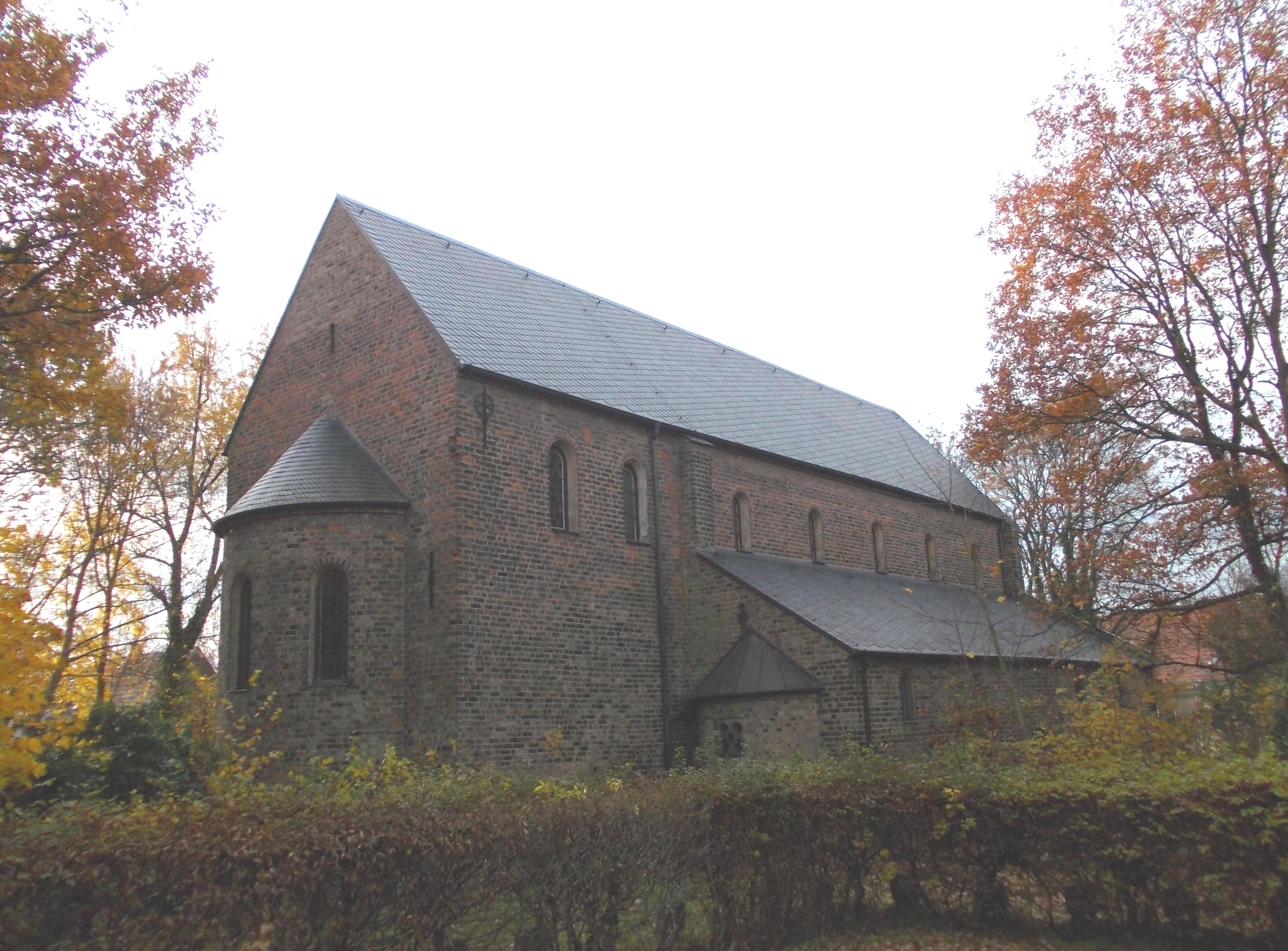
Kunigundenkirche

- Kunigundenkirche (romanische Basilika, zählt zu den frühesten Backsteinbauten Mitteldeutschlands)
- Wiprechtkirche zu Eula
- Katholische Kirche St. Joseph in der Staufenbergstraße, ehemals Casino bis 1919
- Kirche der Freien Evangelischen Kirche
- Neuapostolische Kirche in der Oststraße

### Regelmäßige Veranstaltungen
- Abonnement- und Matineekonzerte des Leipziger Symphonieorchesters
- Sommerspektakel
- Stadtfest
- Eventshopping
- Weihnachtsmarkt
- Neuseen Classics
- 7-Seen-Wanderung
- „Lutherlauf“ und Lutherfest
- Zwiebellauf
- French Emotions

### Freizeit und Sport

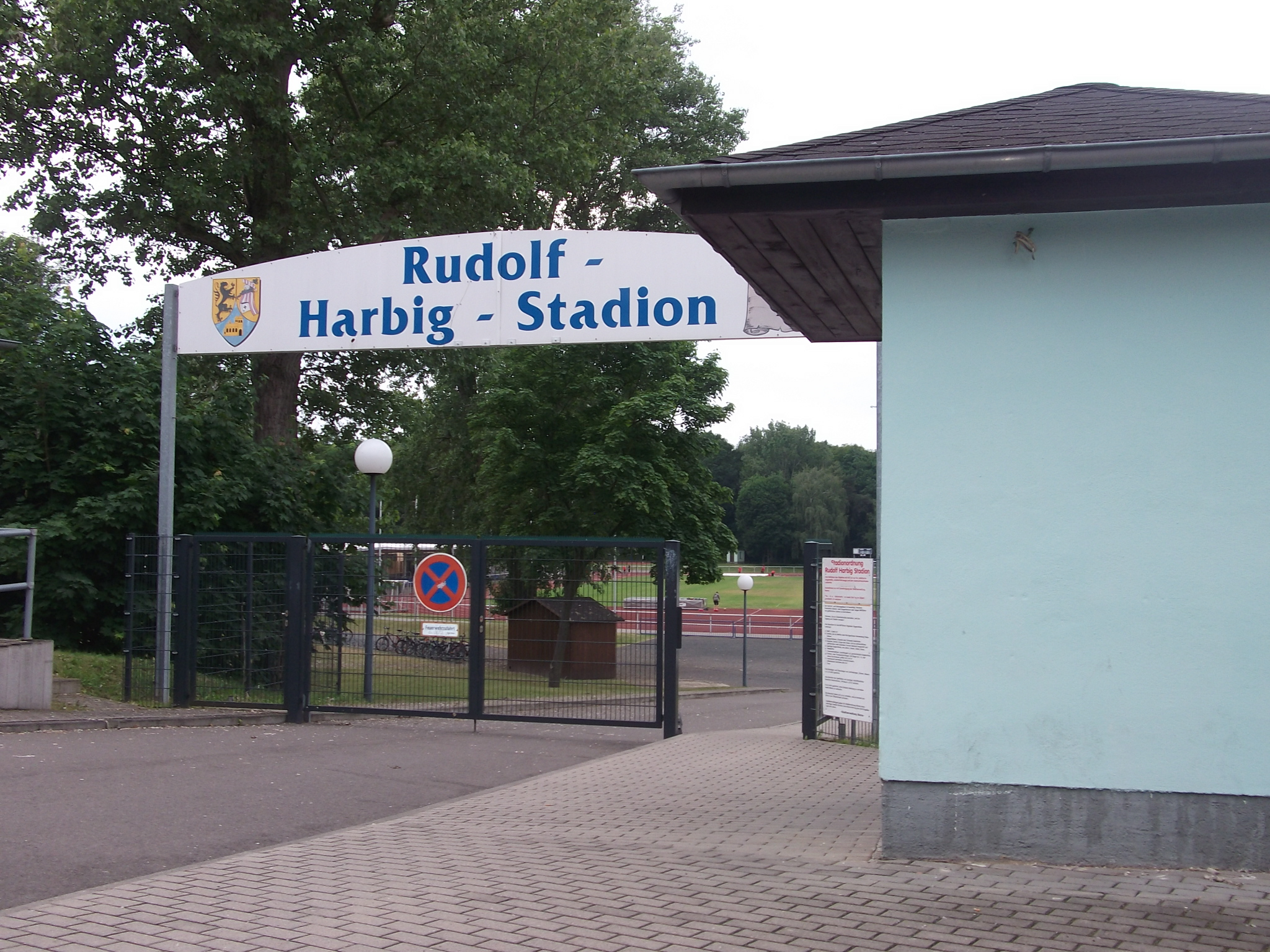
Das Rudolf-Harbig-Stadion

In Borna und seinen Ortsteilen befinden sich mehrere Sporthallen und Sportfelder. Die modernste Sportanlage der Stadt ist die Glück-Auf-Sporthalle, die zusammen mit dem Rudolf-Harbig-Stadion, in dem der Bornaer SV 91 seine Heimspiele austrägt, zum Sportzentrum Borna-Nord gehört. Darüber hinaus befinden sich in der Stadt eine Hockey-Bahn und eine Tennisanlage.
Seit dem Umbau zum Schwimmsportzentrum trägt die städtische Schwimmhalle den Namen „Jahnbad Borna“.
Das Stadtgebiet von Borna ist von mehreren zum Leipziger Neuseenland gehörenden Seen umgeben. Das Speicherbecken Borna („Adria“) ist ein Gewässer zum Baden, Angeln und Surfen. Aufgrund der Länge der Krone von 6500 m gehört es zu den größten Talsperren der Erde. Auch am östlich gelegenen Bockwitzer See kann man Angeln und Baden. Weite Teile des Sees sind aufgrund des Artenreichtums in Natur und Landschaft als Naturschutzgebiet ausgewiesen. Nördlich von Borna befinden sich das Speicherbecken Witznitz, der Haubitzer See und der Hainer See, die aus den Tagebauen Witznitz I und Witznitz II hervorgegangen sind. Unweit des Ortsteils Neukirchen liegt darüber hinaus der Harthsee.
Borna ist eine Station am Lutherweg Sachsen. Des Weiteren verlaufen die Neuseenland-Radroute und die Wyhratal-Radroute durch die Stadt.

## Wirtschaft und Infrastruktur

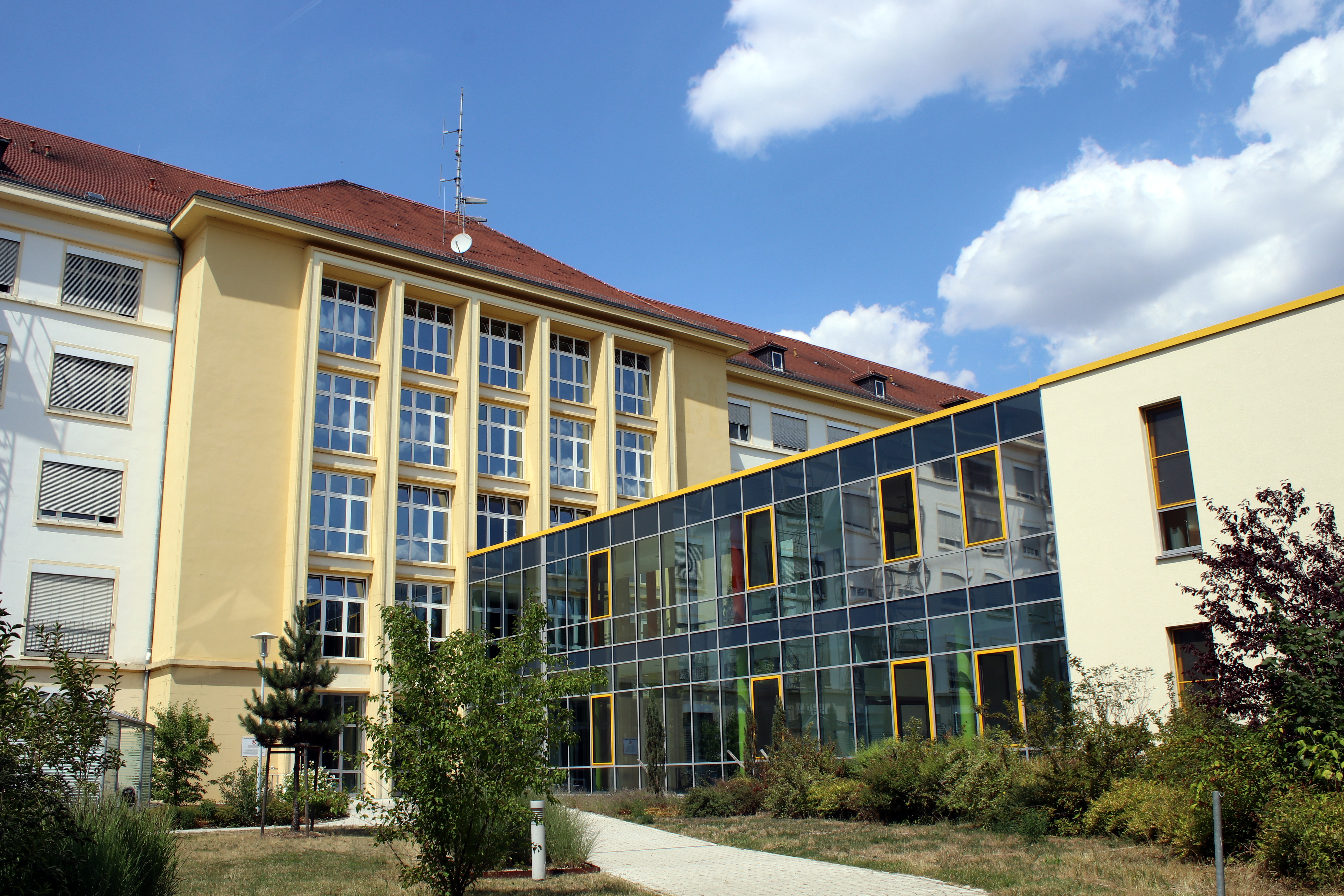
Sana Klinikum

Der größte Arbeitgeber der Stadt ist das Klinikum Borna, das neben dem Krankenhaus Zwenkau zu den Sana Kliniken Leipziger Land gehört. Die Kliniken Leipziger Land sind ein Krankenhaus der Schwerpunktversorgung und verfügen derzeit über 500 Betten in vierzehn chefarztgeführten Kliniken und Instituten. Das Klinikum ist akademisches Lehrkrankenhaus der Universität Leipzig.
In Borna sind in den vergangenen Jahren mehrere großflächige Solarkraftwerke ans Netz gegangen.
Die Braunkohle-Industrie war seit der Entdeckung der Lagerstätten der dominante Wirtschaftszweig in Borna, bis fast alle Betriebe dieser Art nach der Wende wegen Unrentabilität geschlossen wurden.

### Verkehr

#### Öffentlicher Personennahverkehr

Bahnhof Borna (b. Leipzig)

Die Stadt liegt im Verbundgebiet des Mitteldeutschen Verkehrsverbundes. Borna liegt mit seinen Stadt- und Ortsteilen, dem Neukieritzscher Ortsteil Deutzen sowie den Städten Kitzscher und Regis-Breitingen in der Tarifzone 153. Ein Anschluss an das Schienennetz besteht seit 1872 über die Bahnstrecke Neukieritzsch–Chemnitz, die von der Bahnstrecke Leipzig–Hof in Neukieritzsch abzweigt. Im Stadtgebiet von Borna befinden sich der Bahnhof Borna (b Leipzig) sowie die Haltepunkte Petergrube und Neukirchen-Wyhra. Seit der Eröffnung des City-Tunnel Leipzig am 15. Dezember 2013 ist Borna an das Netz der S-Bahn Mitteldeutschland angeschlossen und wird durch S-Bahn-Linie 6 alle 30 Minuten mit Leipzig verbunden.
Durch die Regionalbus Leipzig und die THÜSAC Personennahverkehrsgesellschaft ist Borna mit drei PlusBus- sowie weiteren Regionalbuslinien angebunden. Unter anderem gibt es diverse Ziele im Landkreis Leipzig sowie in den Landkreis Altenburger Land im Freistaat Thüringen. Der Stadtbusverkehr Borna verkehrt mit den Linien A und B. Sie befahren das Stadtgebiet ringlinenförmig, jeweils eine halbe Stunde versetzt zueinander. Wochenends verkehren beide Linien jeweils abwechselnd im Zweistundentakt. An ihrer Endstelle am Bahnhof Borna sind die Fahrten auf die S-Bahn ausgerichtet.

#### Straßenverkehr

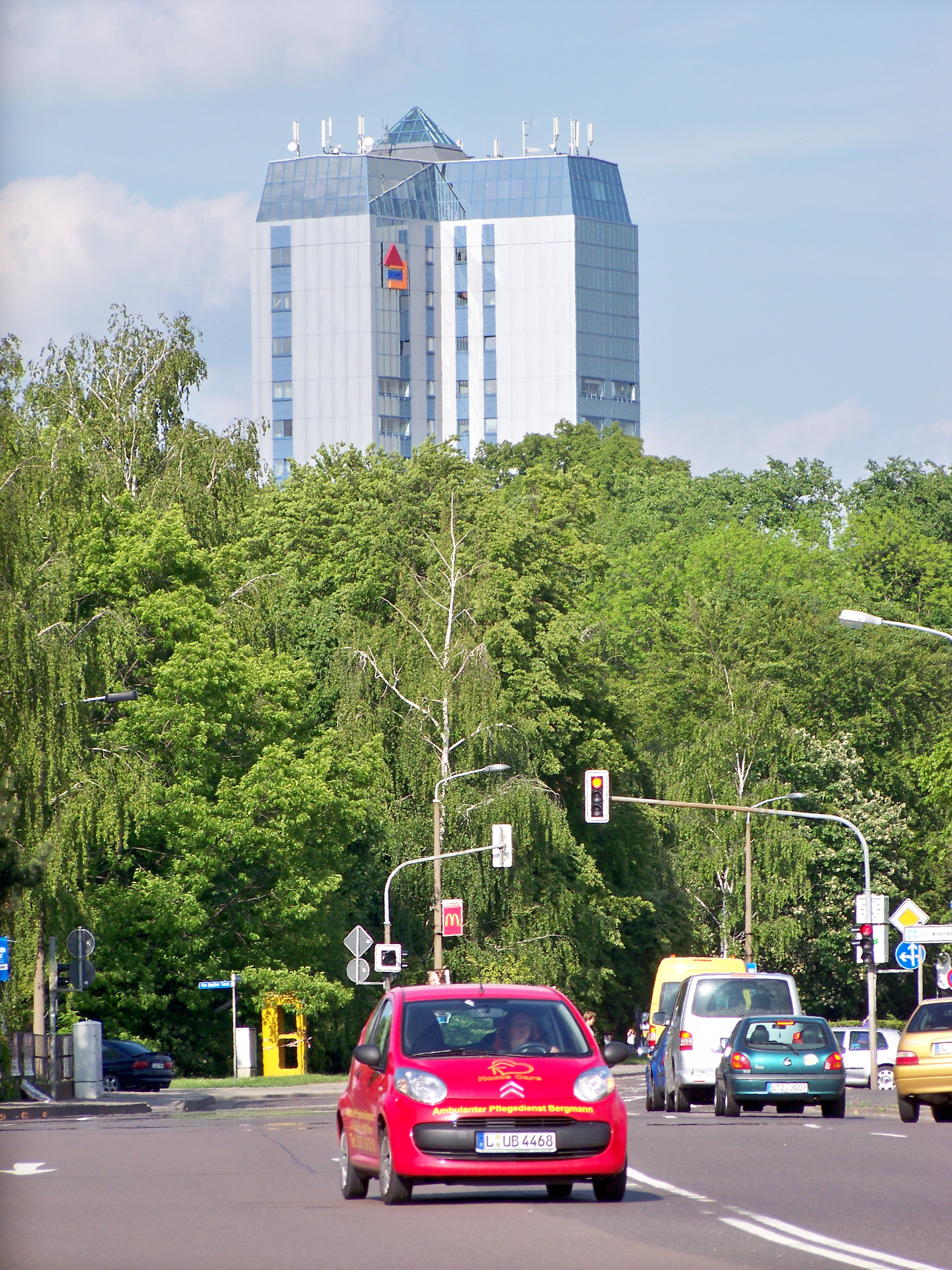
Sachsenallee (B 93 und B 176), im Hintergrund das Bornaer Hochhaus

Über die Bundesautobahn 72 ist die Stadt mit den Anschlussstellen Borna-Nord und Borna-Süd an das Fernstraßennetz angebunden. Einige Kilometer nördlich der Stadt befindet sich zudem die A 38, bis zu der die A 72 zukünftig verlaufen soll.
Darüber hinaus liegt Borna im Schnittpunkt der Bundesstraßen B 93, B 95 und B 176.

### Medien
Seit 1995 sendet der lokale Fernsehsender Regio-TV wöchentlich aktualisierte Nachrichten für Borna und die umliegenden Städte und Gemeinden. Die Leipziger Volkszeitung erscheint in Borna als einzige regionale Tageszeitung. Der Sitz der Lokalredaktion Borna-Geithain befindet sich in der Brauhausstraße.

### Öffentliche Einrichtungen

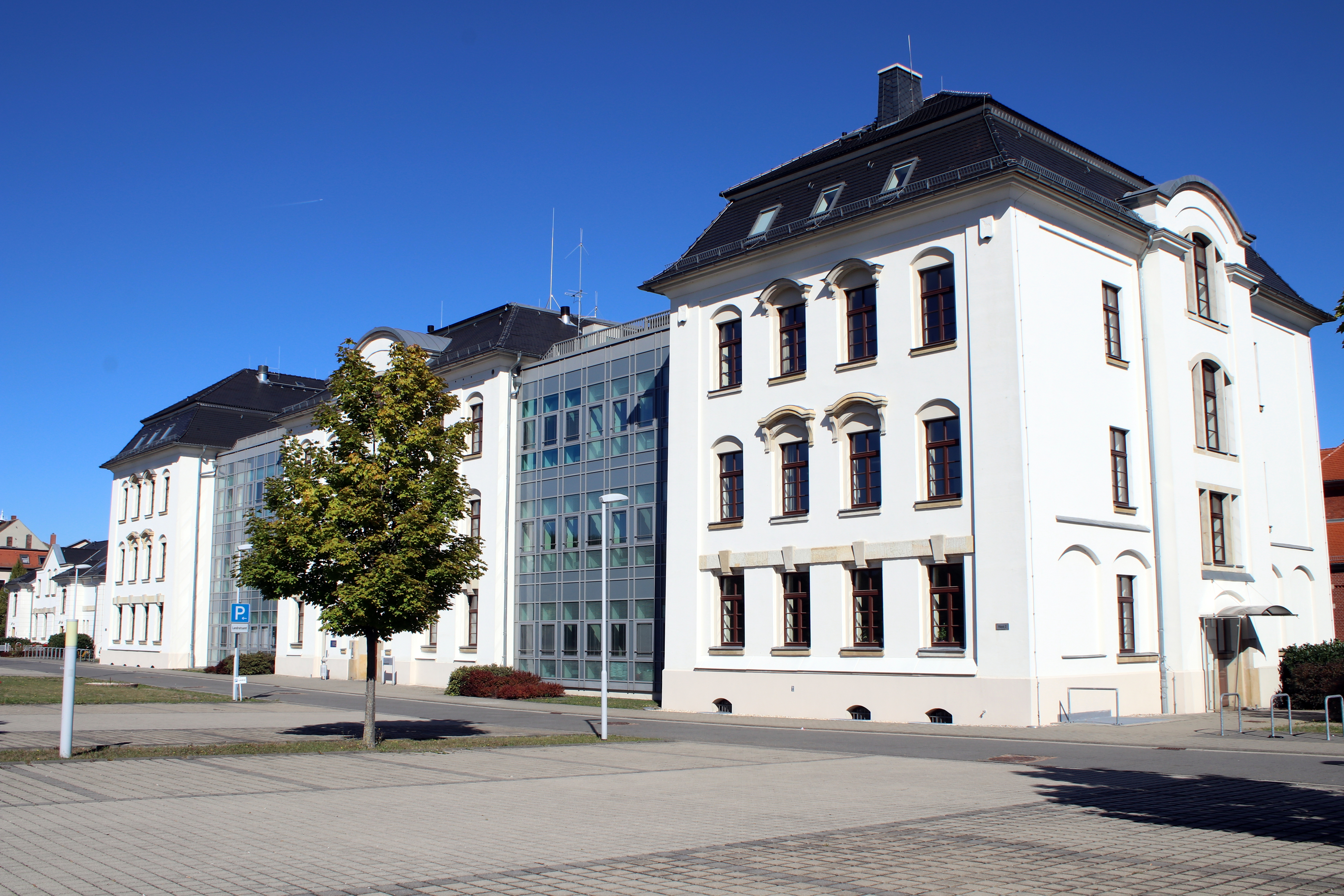
Landratsamt des Landkreises Leipzig

Als Mittelzentrum und Kreisstadt sind in Borna zahlreiche öffentliche Einrichtungen untergebracht. Die Stadt ist der Verwaltungssitz des Landkreises Leipzig und der Kreishandwerkerschaft. Des Weiteren befinden sich auch eine Geschäftsstelle der Agentur für Arbeit und des Kommunalen Jobcenters in Borna. Das Polizeirevier in der Grimmaer Straße gehört zur Polizeidirektion Leipzig, das Amtsgericht Borna ist dem Landgericht Leipzig nachgeordnet. Der Landesverband Sachsen, Thüringen des Technischen Hilfswerks unterhält in Borna seit 2003 einen Ortsverband. Zudem befindet sich hier eine Außenstelle des Bundesamtes für Wirtschaft und Ausfuhrkontrolle, die im Rahmen des Strukturwandels des Braunkohlereviers hier angesiedelt worden ist.

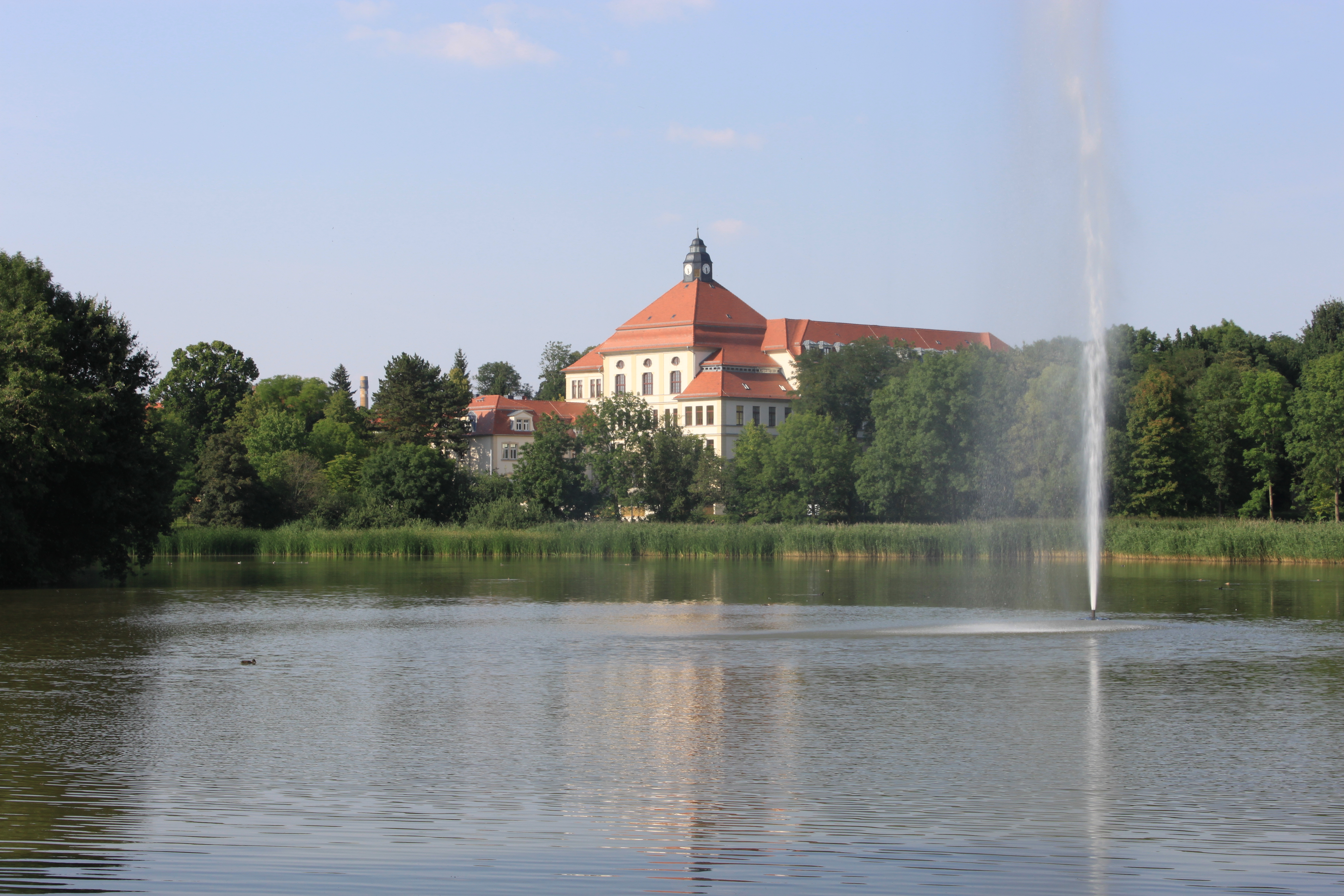
Gymnasium „Am Breiten Teich“

### Bildungseinrichtungen

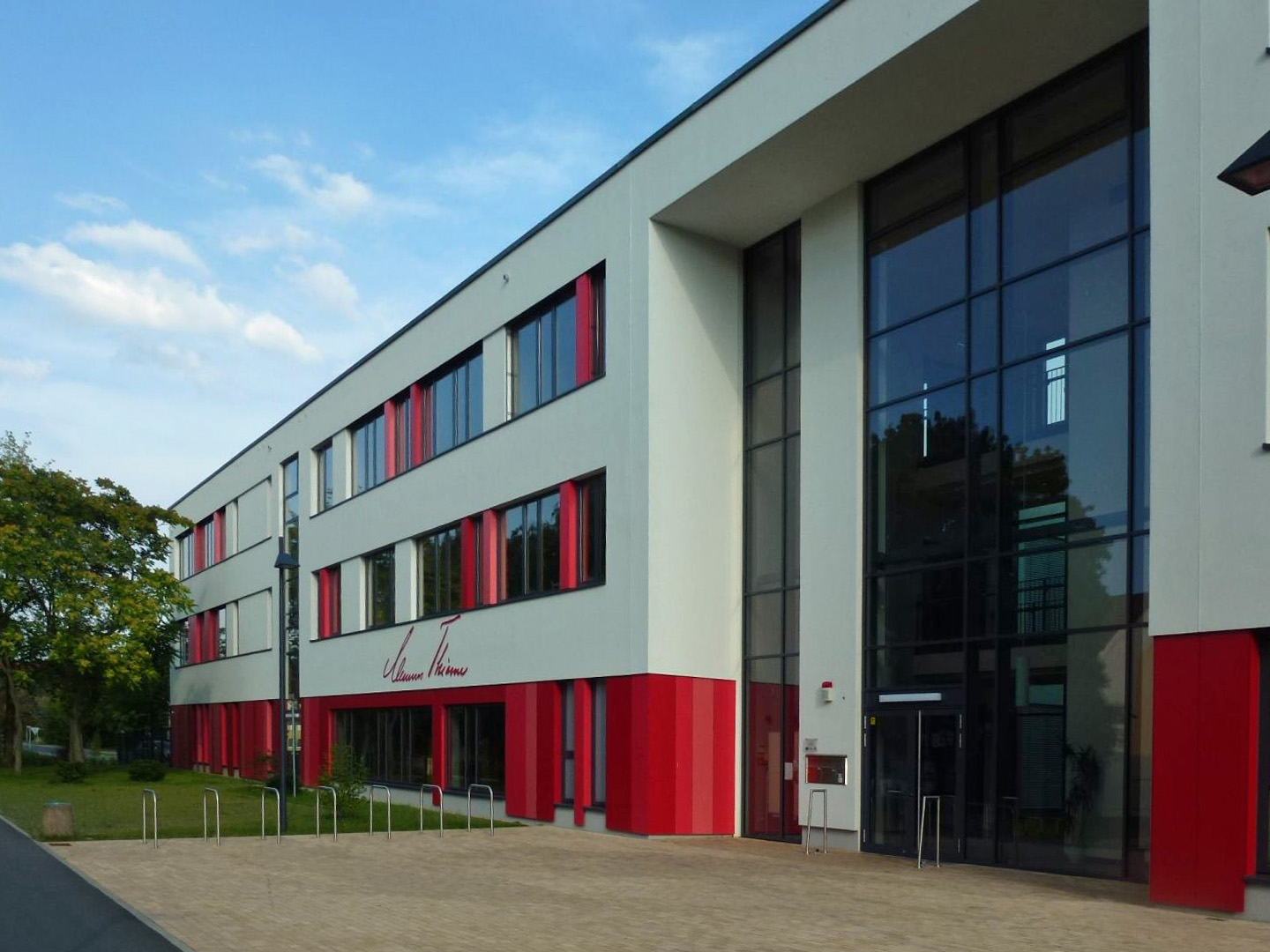
Grundschule „Clemens Thieme“

#### Schulen
- Allgemeinbildende Schulen:
  - Grundschule „Kinder dieser Welt“ (vormals Karl-Marx-Oberschule)
  - Grundschule „Clemens Thieme“ (2013 eröffnet, Nachfolger der Grundschule Borna-Nord, vormals POS Georg Schwarz, und der Neuseenland-Grundschule)
  - Grundschule Neukirchen
  - Dinter-Oberschule
  - Gymnasium „Am Breiten Teich“
- Förderschulen:
  - Robinienhofschule Borna
  - Schule zur Lernförderung Borna

#### Mediothek
Die erste Volksbibliothek in Borna wurde im Jahr 1877 als kommunale Einrichtung eröffnet. Im Jahr 2011 wurden die Stadtbibliothek und die Kreisbibliothek des Landkreises Leipzig zur „Mediothek Borna“ zusammengeschlossen, die sich im Gebäude am Martin-Luther-Platz befindet. Im darauffolgenden Jahr wurde ein zweigeschossiger Anbau am vorhandenen Gebäude eröffnet, welcher zur Unterbringung des erweiterten Medienbestandes notwendig war. Die dazugehörige Fahrbibliothek versorgt von dort aus verschiedene Haltepunkte im Landkreis Leipzig mit einem vielfältigen Medienangebot.